# Liste der Kulturdenkmale in Neustadt-Neuschönefeld
Die Liste der Kulturdenkmale in Neustadt-Neuschönefeld enthält die Kulturdenkmale des Leipziger Ortsteils Neustadt-Neuschönefeld, die in der Denkmalliste vom Landesamt für Denkmalpflege Sachsen mit Stand 2017 erfasst wurden.

## Legende
- Bild: Bild des Kulturdenkmals, ggf. zusätzlich mit einem Link zu weiteren Fotos des Kulturdenkmals im Medienarchiv Wikimedia Commons. Wenn man auf das Kamerasymbol klickt, können Fotos zu Kulturdenkmalen aus dieser Liste hochgeladen werden:
- Bezeichnung: Denkmalgeschützte Objekte und ggf. Bauwerksname des Kulturdenkmals
- Lage: Straßenname und Hausnummer oder Flurstücknummer des Kulturdenkmals. Die Grundsortierung der Liste erfolgt nach dieser Adresse. Der Link (Karte) führt zu verschiedenen Kartendiensten mit der Position des Kulturdenkmals. Fehlt dieser Link, wurden die Koordinaten noch nicht eingetragen. Sind diese bekannt, können sie über ein Tool mit einer Kartenansicht einfach nachgetragen werden. In dieser Kartenansicht sind Kulturdenkmale ohne Koordinaten mit einem roten bzw. orangen Marker dargestellt und können durch Verschieben auf die richtige Position in der Karte mit Koordinaten versehen werden. Kulturdenkmale ohne Bild sind an einem blauen bzw. roten Marker erkennbar.
- Datierung: Baubeginn, Fertigstellung, Datum der Erstnennung oder grobe zeitliche Einordnung entsprechend des Eintrags in der sächsischen Denkmaldatenbank
- Beschreibung: Kurzcharakteristik des Kulturdenkmals entsprechend des Eintrags in der sächsischen Denkmaldatenbank, ggf. ergänzt durch die dort nur selten veröffentlichten Erfassungstexte oder zusätzliche Informationen
- ID: Vom Landesamt für Denkmalpflege Sachsen vergebene, das Kulturdenkmal eindeutig identifizierende Objekt-Nummer. Der Link führt zum PDF-Denkmaldokument des Landesamtes für Denkmalpflege Sachsen. Bei ehemaligen Kulturdenkmalen können die Objektnummern unbekannt sein und deshalb fehlen bzw. die Links von aus der Datenbank entfernten Objektnummern ins Leere führen. Ein ggf. vorhandenes Icon  führt zu den Angaben des Kulturdenkmals bei Wikidata.

## Liste der Kulturdenkmale in Neustadt-Neuschönefeld
| Bild                                    | Bezeichnung | Lage                                   | Datierung                                                                          | Beschreibung | ID       |
| --------------------------------------- | --- | -------------------------------------- | ---------------------------------------------------------------------------------- | --- | -------- |
|                                         | Mietshaus in geschlossener Bebauung                                                                                               | Bergstraße 2 (Karte)                   | 1905 (Mietshaus)                                                                   | mit Tordurchfahrt und Laden, Putzfassade mit Jugendstildekor, Holzpaneele und Stuck im Eingangsbereich, baugeschichtlich von Bedeutung | 09293608 |
|                                         | Mietshaus in geschlossener Bebauung                                                                                               | Bergstraße 8 (Karte)                   | 1884 (Mietshaus)                                                                   | mit Hausdurchgang, Putzfassade, Holzpaneele, baugeschichtlich von Bedeutung | 09293609 |
|                                         | Mietshaus in geschlossener Bebauung                                                                                               | Bergstraße 13 (Karte)                  | 1882 (Mietshaus)                                                                   | mit Tordurchfahrt, ehemals mit Laden und originaler Ladenfront, Klinkerfassade, baugeschichtlich von Bedeutung | 09293610 |
|                                         | Mietshaus in ehemals geschlossener Bebauung                                                                                       | Bergstraße 18 (Karte)                  | 1884/1885 (Mietshaus)                                                              | mit Tordurchfahrt, Putzfassade, baugeschichtlich von Bedeutung | 09293611 |
|                                         | Mietshaus in geschlossener Bebauung (bauliche Einheit mit Nr. 21)                                                                 | Bergstraße 19 (Karte)                  | 1904 (Mietshaus)                                                                   | Klinkerfassade, Holzpaneele und Stuck im Eingangsbereich, baugeschichtlich von Bedeutung | 09293612 |
|                                         | Mietshaus in geschlossener Bebauung (bauliche Einheit mit Nr. 19)                                                                 | Bergstraße 21 (Karte)                  | 1905/1910 (Mietshaus)                                                              | mit Tordurchfahrt, Klinkerfassade, Schmalspurgleis in der Tordurchfahrt, Stuck im Eingangsbereich, baugeschichtlich von Bedeutung | 09294828 |
|                                         | Mietshaus in ehemals geschlossener Bebauung                                                                                       | Bergstraße 22 (Karte)                  | 1884 (Mietshaus)                                                                   | mit Tordurchfahrt, Putzfassade, geätzte Treppenhausfenster, baugeschichtlich von Bedeutung | 09293614 |
|                                         | Mietshaus in geschlossener Bebauung                                                                                               | Bergstraße 24 (Karte)                  | 1870 (Mietshaus)                                                                   | mit Tordurchfahrt und mit Gaststätte, Putzfassade, Treppenhausfenster, baugeschichtlich von Bedeutung | 09294942 |
|                                         | Mietshaus in geschlossener Bebauung                                                                                               | Bergstraße 25 (Karte)                  | um 1880 (Mietshaus)                                                                | historisierende Putzfassade, baugeschichtlich von Bedeutung | 09294841 |
|                                         | Mietshaus in geschlossener Bebauung                                                                                               | Bergstraße 27 (Karte)                  | 1879 (Mietshaus)                                                                   | historisierende Putzfassade, Treppenhausfenster mit Holzschranken, baugeschichtlich von Bedeutung | 09293615 |
|                                         | Mietshaus in geschlossener Bebauung                                                                                               | Bergstraße 31 (Karte)                  | 1884 (Mietshaus)                                                                   | mit Tordurchfahrt, Putzfassade mit Sandsteingliederung, baugeschichtlich von Bedeutung | 09293616 |
|                                         | Mietshaus in ehemals geschlossener Bebauung                                                                                       | Bergstraße 37 (Karte)                  | 1884 (Mietshaus)                                                                   | mit Tordurchfahrt, mit Laden, Putzfassade, baugeschichtlich von Bedeutung | 09293617 |
|                                         | Gedenkstein für Isidor Bernhardi                                                                                                  | Bernhardiplatz (Karte)                 | 1934–1936 (Gedenkstein)                                                            | zur Erinnerung an den Kaufmann und Fabrikanten, Stifter und Wohltäter Isidor Bernhardi (1842–1916), Granitfindling, ortsgeschichtlich von Bedeutung Der Findling auf dem Bernhardiplatz in Neustadt-Neuschönefeld erinnert an Isidor Bernhardi (geb. 1842 in Ebersbach/Sachsen, gest. 1916 in Leipzig). Neben seiner beruflichen Tätigkeit war der Leipziger Kaufmann und Fabrikant von Arzneikräutern als städtischer Armenpfleger wohltäterisch aktiv. Bei seinem Tode stiftete er der Stadt Leipzig das ganz in der Nähe liegende Grundstück Bergstraße 21 und bestimmte, dass die dafür jährlich anfallenden Zinsen Armen und Bedürftigen in Leipzig zugutekommen sollten. Auf die Initiative seiner Tochter hin benannte die Stadt 1932 zunächst den Platz an der Lilienstraße nach ihm und stellte anschließend im Jahre 1935 einen Granitfindling zu seinen Ehren hier auf. Man entschied sich bewusst für ein zurückhaltend gestaltetes Denkmal und schuf damit einen Bezug zum sozialen und uneigennützigen Engagement Bernhardis. Der roh belassene Stein wurde durch die Steinmetzfirma Alfred Fränzel 1936 lediglich mit den Worten „Bernhardi/Platz/I. Bernhardi, geb. am 9.8.1842,/gest. am 28.8.1916/Errichter wohltätiger Stiftungen“ versehen. Ungeachtet seiner Schlichtheit ist das Denkmal ein wichtiges Zeugnis der Personen- und der Sozialgeschichte Leipzigs. LfD/2011 | 09299620 |
|                                         | Mietshaus in halboffener Bebauung und in Ecklage                                                                                  | Bussestraße 5a (Karte)                 | 1904 (Mietshaus)                                                                   | Putzfassade zwischen Späthistorismus und Jugendstil, baugeschichtlich von Bedeutung | 09293500 |
|                                         | Mietshaus in geschlossener Bebauung und in Ecklage                                                                                | Bussestraße 6 (Karte)                  | um 1895 (Mietshaus)                                                                | mit Eckladen, historisierende Putzfassade, baugeschichtlich von Bedeutung | 09292502 |
|                                         | Mietshaus in geschlossener Bebauung                                                                                               | Bussestraße 8 (Karte)                  | 1895 (Mietshaus)                                                                   | mit Tordurchfahrt und ehemals mit Laden, Klinkerfassade, Holzpaneele in der Tordurchfahrt, baugeschichtlich von Bedeutung | 09293501 |
|                                         | Mietshaus in geschlossener Bebauung und in Ecklage                                                                                | Bussestraße 10 (Karte)                 | 1895 (Mietshaus)                                                                   | mit Eckladen, Klinker-Putz-Fassade, baugeschichtlich von Bedeutung | 09293502 |
|                                         | Mietshaus in halboffener Bebauung und in Ecklage                                                                                  | Comeniusstraße 12 (Karte)              | 1909 (Mietshaus)                                                                   | mit Läden, Putzfassade, bleiverglaste Treppenhausfenster, baugeschichtlich von Bedeutung | 09293713 |
|                                         | Mietshaus in halboffener Bebauung, mit seitlicher Toreinfahrt, sowie Waschhaus und Garagen im Hof                                 | Comeniusstraße 14 (Karte)              | 1907 (Mietshaus)                                                                   | Klinkerfassade, Stuck und Terrazzo im Eingangsbereich, baugeschichtlich von Bedeutung | 09293714 |
|                                         | Mietshaus in geschlossener Bebauung                                                                                               | Comeniusstraße 16 (Karte)              | 1907 (Mietshaus)                                                                   | Putzfassade, Reste geätzter Treppenhausfenster, baugeschichtlich von Bedeutung | 09293716 |
|                                         | Mietshaus in geschlossener Bebauung und Werkstattgebäude im Hof                                                                   | Comeniusstraße 18 (Karte)              | 1906 (Mietshaus)                                                                   | mit Tordurchfahrt, mit Laden, Putzfassade, bleiverglaste Treppenhausfenster, baugeschichtlich von Bedeutung | 09293717 |
|                                         | Mietshaus in ehemals geschlossener Bebauung                                                                                       | Comeniusstraße 19 (Karte)              | 1908 (Mietshaus)                                                                   | Putzfassade mit zwei flachen Erkern, Treppenhausfenster mit Resten farbiger Bleiverglasung, baugeschichtlich von Bedeutung | 09293718 |
|                                         | Mietshaus in geschlossener Bebauung, mit Werkstattgebäude im Hof                                                                  | Comeniusstraße 20 (Karte)              | 1906 (Mietshaus)                                                                   | mit Laden, Putzfassade, bleiverglaste Treppenhausfenster, baugeschichtlich von Bedeutung | 09293719 |
|                                         | Mietshaus in geschlossener Bebauung                                                                                               | Comeniusstraße 21 (Karte)              | 1907 (Mietshaus)                                                                   | Putzfassade, Marmorverkleidung und Stuck im Eingangsbereich, baugeschichtlich von Bedeutung | 09293720 |
| Direkt Bild zu diesem Denkmal hochladen | Mietshaus in geschlossener Bebauung und Werkstattgebäude im Hof                                                                   | Comeniusstraße 22 (Karte)              | 1908 (Mietshaus)                                                                   | Vorderhaus mit Tordurchfahrt, Putzfassade, baugeschichtlich von Bedeutung | 09293721 |
|                                         | Mietshaus in geschlossener Bebauung                                                                                               | Comeniusstraße 23 (Karte)              | 1907 (Mietshaus)                                                                   | Putzfassade, Treppenhausfenster mit Resten farbiger Bleiverglasung, baugeschichtlich von Bedeutung | 09293722 |
|                                         | Mietshaus in geschlossener Bebauung und Werkstattgebäude im Hof                                                                   | Comeniusstraße 24 (Karte)              | 1907 (Mietshaus)                                                                   | Vorderhaus mit Tordurchfahrt und mit Laden, Putzfassade, baugeschichtlich von Bedeutung | 09293723 |
|                                         | Mietshaus in geschlossener Bebauung                                                                                               | Comeniusstraße 25 (Karte)              | bezeichnet 1911 (Mietshaus)                                                        | Putzfassade, bleiverglaste Treppenhausfenster, Marmor im Eingangsbereich, baugeschichtlich von Bedeutung | 09293724 |
|                                         | Doppelmietshaus (mit Rabet 36) in geschlossener Bebauung                                                                          | Comeniusstraße 27 (Karte)              | 1927 (Doppelmietshaus)                                                             | mit Hausdurchgang, mit Laden, Putzfassade, baugeschichtlich von Bedeutung | 09293819 |
|                                         | Mietshaus in ehemals geschlossener Bebauung                                                                                       | Comeniusstraße 32 (Karte)              | 1910 (Mietshaus)                                                                   | Putzfassade, Reformstil-Architektur, Treppenhausfenster mit Resten von Bleiverglasung und Schablonenmalerei der 1930er Jahre, baugeschichtlich von Bedeutung | 09293725 |
|                                         | Mietshaus in geschlossener Bebauung                                                                                               | Comeniusstraße 34 (Karte)              | 1909 (Mietshaus)                                                                   | Putzfassade, Bleiglasfenster, Reformstil-Architektur, baugeschichtlich von Bedeutung | 09293726 |
| Direkt Bild zu diesem Denkmal hochladen | Mietshaus in geschlossener Bebauung in Ecklage                                                                                    | Comeniusstraße 36 (Karte)              | 1910 (Mietshaus)                                                                   | mit Laden, Putzfassade, Treppenhausfenster mit Resten von Bleiverglasung, baugeschichtlich von Bedeutung | 09293727 |
|                                         | Denkmal für die Gefallenen des Deutsch-Französischen Krieges 1870/71                                                              | Dresdner Straße (Karte)                | 1896 (Gefallenendenkmal)                                                           | zur Erinnerung an die Gefallenen der Gemeinde Reudnitz, ortsgeschichtlich von Bedeutung, Erinnerungswert, Geschichtswert | 09262278 |
|                                         | Mietshaus in halboffener Bebauung in Ecklage                                                                                      | Dresdner Straße 51 (Karte)             | nach 1900 (Mietshaus)                                                              | mit Läden, Putz-Klinker-Fassade mit Erkern, alte Ausmalung, baugeschichtlich von Bedeutung | 09293631 |
|                                         | Pfarrhaus mit Einfriedung | Dresdner Straße 59 (Karte)             | 1889 (Pfarrhaus)                                                                   | repräsentative neogotische Klinkerfassade, baugeschichtlich und ortsgeschichtlich von Bedeutung | 09293635 |
|                                         | Mietshaus (mit zwei Hausnummern) in geschlossener Bebauung und in Ecklage                                                         | Dresdner Straße 63; 63a (Karte)        | 1891 (Doppelmietshaus)                                                             | mit Läden, Klinker-Putz-Fassade, mit Eckerker, Holzpaneele im Eingangsbereich, ehemals mit Gaststätte, baugeschichtlich von Bedeutung | 09293637 |
|                                         | Mietshaus in geschlossener Bebauung                                                                                               | Dresdner Straße 65 (Karte)             | um 1900 (Mietshaus)                                                                | mit Tordurchfahrt, mit Läden, Klinkerfassade, Stuck in der Tordurchfahrt, baugeschichtlich von Bedeutung | 09293639 |
|                                         | Mietshaus in geschlossener Bebauung                                                                                               | Dresdner Straße 69 (Karte)             | um 1900 (Mietshaus)                                                                | mit Tordurchfahrt, mit Laden, Putzfassade, geätzte Treppenhausfenster, baugeschichtlich von Bedeutung | 09293641 |
|                                         | Mietshaus in geschlossener Bebauung                                                                                               | Dresdner Straße 71 (Karte)             | 1889 (Mietshaus)                                                                   | mit Tordurchfahrt, mit Laden, Klinkerfassade mit zwei Erkern, geätzte Treppenhausfenster, Stuck in der Tordurchfahrt, baugeschichtlich von Bedeutung | 09293642 |
| Direkt Bild zu diesem Denkmal hochladen | Mietshaus in geschlossener Bebauung                                                                                               | Dresdner Straße 73 (Karte)             | 1889 (Mietshaus)                                                                   | | 09293644 |
|                                         | Mietshaus in geschlossener Bebauung                                                                                               | Dresdner Straße 77 (Karte)             | 1889 (Mietshaus)                                                                   | mit Läden, historisierende Putzfassade, geätzte Treppenhausfenster, baugeschichtlich von Bedeutung | 09293647 |
|                                         | Mietshaus in halboffener Bebauung in Ecklage                                                                                      | Dresdner Straße 79 (Karte)             | um 1900 (Mietshaus)                                                                | mit Läden, historisierende Putzfassade, geätzte Treppenhausfenster, Stuck und Fußbodenkacheln im Eingangsbereich, baugeschichtlich von Bedeutung | 09293649 |
|                                         | Mietshaus in geschlossener Bebauung                                                                                               | Einertstraße 1 (Karte)                 | 1891/1893 (Mietshaus)                                                              | historisierende Putzfassade mit Sandsteingliederung, baugeschichtlich von Bedeutung | 09293485 |
|                                         | Mietshaus in geschlossener Bebauung                                                                                               | Einertstraße 2 (Karte)                 | 1894–1895, bezeichnet 1895 (Mietshaus)                                             | Klinkerfassade, Holzpaneele, Stuckmedaillons im Eingangsbereich, baugeschichtlich von Bedeutung | 09293486 |
|                                         | Mietshaus in geschlossener Bebauung und in Ecklage                                                                                | Einertstraße 3 (Karte)                 | 1898 (Mietshaus)                                                                   | mit Eckladen, Klinkerfassade mit Eckerker, Holzpaneele und Stuck im Eingangsbereich, baugeschichtlich von Bedeutung | 09293487 |
|                                         | Mietshaus (Anschrift: Einertstraße 4 und Ludwigstraße 12b) in halboffener Bebauung und in Ecklage, ehemals mit Postamt            | Einertstraße 4 (Karte)                 | um 1895 (Mietshaus)                                                                | Klinkerfassade mit zwei Erkern, geätzte Treppenhausfenster, baugeschichtlich von Bedeutung | 09293316 |
|                                         | Mietshaus in geschlossener Bebauung und in Ecklage                                                                                | Einertstraße 5 (Karte)                 | 1893 (Mietshaus)                                                                   | mit Eckladen, Putzfassade, geätzte Treppenhausfenster, baugeschichtlich von Bedeutung | 09293488 |
|                                         | Mietshaus in geschlossener Bebauung und in Ecklage                                                                                | Einertstraße 6 (Karte)                 | um 1880 (Mietshaus)                                                                | mit Eckladen, Putzfassade, teilweise bleiverglaste Treppenhausfenster, baugeschichtlich von Bedeutung | 09290808 |
|                                         | Mietshaus in geschlossener Bebauung                                                                                               | Einertstraße 7 (Karte)                 | 1898 (Mietshaus)                                                                   | Klinkerfassade, Stuck im Eingangsbereich, baugeschichtlich von Bedeutung | 09293489 |
|                                         | Mietshaus in geschlossener Bebauung                                                                                               | Einertstraße 8 (Karte)                 | 1899 (Mietshaus)                                                                   | Klinkerfassade, Holzpaneele im Eingangsbereich, baugeschichtlich von Bedeutung | 09293490 |
|                                         | Mietshaus in halboffener Bebauung und in Ecklage                                                                                  | Einertstraße 9 (Karte)                 | 1902 (Mietshaus)                                                                   | mit Eckladen, Putzfassade, Holzpaneele im Eingangsbereich, baugeschichtlich von Bedeutung | 09293491 |
|                                         | Mietshaus in halboffener Bebauung und in Ecklage                                                                                  | Einertstraße 10 (Karte)                | 1901 (Mietshaus)                                                                   | ehemals mit Eckgaststätte, Putzfassade mit Eckerker und Balkons, teilweise geätzte Treppenhausfenster, baugeschichtlich von Bedeutung | 09293492 |
|                                         | Mietshaus in geschlossener Bebauung in Ecklage                                                                                    | Eisenbahnstraße 17 (Karte)             | 1889 (Mietshaus)                                                                   | mit Läden, Putzfassade mit Eckerker, alte Ladenfront, baugeschichtlich von Bedeutung | 09293259 |
|                                         | Mietshaus in geschlossener Bebauung                                                                                               | Eisenbahnstraße 20 (Karte)             | 1889 (Mietshaus)                                                                   | mit Tordurchfahrt und mit Läden, Klinkerfassade, Holzpaneele, Stuck in der Tordurchfahrt, baugeschichtlich von Bedeutung | 09293260 |
|                                         | Mietshaus in geschlossener Bebauung                                                                                               | Eisenbahnstraße 25 (Karte)             | 1893 (Mietshaus)                                                                   | mit Läden, Putz-Klinker-Fassade mit Eckerker, Holzpaneele im Innern, baugeschichtlich von Bedeutung | 09293261 |
|                                         | Mietshaus in geschlossener Bebauung und Hinterhaus                                                                                | Eisenbahnstraße 29 (Karte)             | 1897, bezeichnet 1898 (Mietshaus)                                                  | Vorderhaus mit Tordurchfahrt, mit Läden, Klinkerfassade mit zwei Erkern, Stuck in der Tordurchfahrt, geätzte Treppenhausfenster, baugeschichtlich von Bedeutung | 09293262 |
|                                         | Wohnhaus in ehemals geschlossener Bebauung in Ecklage, mit Gaststätte                                                             | Eisenbahnstraße 30 (Karte)             | 1925/1930 (Wohnhaus)                                                               | Putzfassade, Ladenfronten original, ehemals mit Einfriedung an der Konstantinstraße, ortsentwicklungsgeschichtlich von Bedeutung | 09293263 |
|                                         | Mietshaus in geschlossener Bebauung und Hinterhaus                                                                                | Eisenbahnstraße 31 (Karte)             | um 1895 (Mietshaus)                                                                | Vorderhaus mit Tordurchfahrt, mit Läden, Klinkerfassade mit zwei Erkern, baugeschichtlich von Bedeutung | 09294953 |
|                                         | Mietshaus in geschlossener Bebauung, mit Apotheke                                                                                 | Eisenbahnstraße 33 (Karte)             | 1889 (Mietshaus)                                                                   | mit Hausdurchgang, Klinkerfassade mit Erker, Stuck in der Durchfahrt, Ladeneinrichtung der Apotheke original: Ladentische, Regale, Holzdecke, baugeschichtlich und ortsgeschichtlich von Bedeutung | 09293264 |
|                                         | Mietshaus in ehemals geschlossener Bebauung                                                                                       | Eisenbahnstraße 41 (Karte)             | 1893–1894 (Mietshaus)                                                              | mit Tordurchfahrt, mit Laden, Putzfassade mit Sandsteingliederung und Erker, baugeschichtlich von Bedeutung Der prächtige Historismusbau aus den Baujahren 1883/1884 kam für Eleonore verwitwete Commissionsrath Henze durch den Architekten Wilhelm Plessing zur Ausführung. Beteiligt war als Bauleiter Albert Jacoby. Eigentümer des Nachbargrundstückes war Frau Henzes Sohn F. H. Adolf Henze – an beiden Vorhaben beteiligt schien auch der Buchhändler Arno Henze. Im zweiten und dritten Obergeschoss des Hauses kamen jeweils zwei unterschiedlich große Wohnungen zur Einrichtung und im Erdgeschoss großzügige Geschäftslokale, die 1896/1897 eine Zusammenlegung mit Räumen des Nachbargebäudes erfuhren (Buchhändler Arno Henze). Seit Mai 1900 ist das Warenhaus von Max Schuster aktenkundig hier ansässig und zeitgleich ein Ladenumbau beabsichtigt durch die Gebrüder Arno, Arthur und Adolf Henze. Um- und Ausbauten sind auch für die Folgejahre in Planung und/oder Umsetzung, später für den ab Juli 1913 nennbaren Eigentümer, den Kaufmann Arthur Israel Baer. Dieser ließ 1924 als Inhaber von Schusters Warenhaus eine Klosettanlage mit Wasserspülung einbauen und 1928 eine Schauhalle im Erdgeschoss. Zum 26.08.1939 Übernahme der Grundstücksverwaltung durch die Immobilien-Verwaltungsgesellschaft mbH und zum 01.01.1940 Auflassung des Grundstücks an den Fabrikanten Karl Otto Trübenbach. Ein mit Kastenerker und kräftigen Profilierungen versehener Mittelrisalit prägt die höhentendierte Straßenfront. Deren Putzfassade zeigt reiche, elegante Sandsteindekorationen, insbesondere als Rahmungen der Fenster. Geglättet ist leider die Traufzone und entstellend verändert das Erdgeschoss, Teile der Ausstattung sind noch erhalten. Das Wohn- und Geschäftshaus ist baugeschichtlich und ortsentwicklungsgeschichtlich bedeutsam, charakterisiert den Straßenzug der Geschäftsstraße mit, die ehemalige Schauhalle und der Einbau eines Warenhauses sind einzigartig. LfD/2014, 2015 | 09293265 |
|                                         | Mietshaus in geschlossener Bebauung                                                                                               | Eisenbahnstraße 43 (Karte)             | 1893–1894 (Mietshaus)                                                              | mit Tordurchfahrt, mit Laden, Putzfassade mit Sandsteingliederung und Erker, baugeschichtlich von Bedeutung Antrag auf Baubeginn wurde am 23. August 1893 gestellt, die Schlussrevision fand ein Jahr später statt. Geschäftsführer und Buchhändler Arno Henze hatte bei Architekt Wilhelm Plessing (im Auftrag unterschrieb Albert Jacoby) Zeichnungen und statische Berechnungen für die Errichtung des Mietshauses bestellt. Vorgesehen waren in jeder Etage zwei Wohnungen, eine jeweils mit Bad und Salon, die Toiletten befanden sich alle noch außerhalb der Wohnungstüren. Im November wurden Planunterlagen nachgereicht für die Einrichtung eines photographischen Ateliers im Dachgeschoss. Nach knapp zwölf Monaten war das Gebäude – Bestandteil einer vierteiligen Baugruppe – fertig gestellt. Verschiedene Umbauten ab 1897 betrafen die beiden unteren Geschosse, das Haus war in jener Zeit stadtweit bekannt unter dem Begriff „Schustersches Warenhaus“. Grundstücksbesitzer waren die Gebrüder Adolf und Arno Henze, 1930–1931 Paul Baumann, hernach der Buchdruckereibesitzer Friedrich Robert König. Vor der Sanierung zeigte sich das Erdgeschoss in der Gestaltung der in den 1950er Jahren hier eingerichteten HO-Verkaufsstelle, die 1956/1957 in einen Selbstbedienungsladen umgebaut wurde. Lange Zeit stand das Gebäude leer und wies bei Sanierungsbeginn größere Schäden auf. Die vom Stil der Neorenaissance geprägte Fassade in historistischer Manier wirkt herrschaftlich mit Verputz, Stuckdekor und zahlreichen Gliederungselementen aus Sandstein. Zumal sich die beiden erhaltenen Nachbarhäuser Nummer 41 und 45 in gleicher Gestaltung zeigen und so eine überaus eindrückliche Schaufront von insgesamt 21 Fensterachsen entstanden ist. Besonders prägend sind die beidseits einiger Fensteröffnungen des 1. und 2. Obergeschosses stehenden Dreiviertelsäulen, der über drei Stockwerke reichende Kastenerker in der mittleren Achse sowie die Rundbogenschlüsse der Fenster im 4. Obergeschoss. Gestalterisch sind Eisenbahnstraße 41, 43, 45 als Geschwisterhäuser anzusehen, wozu ehemals auch Nummer 39 gehörte. Rettung des Hauses durch Sanierung in den Jahren 2016–2017. Das Gebäude ist ein bedeutsames, hervorzuhebendes Zeugnis historistischer Mietshausarchitektur in den Ortserweiterungsgebieten, es besteht ein baugeschichtlicher, zudem ein stadtbildprägender Wert. LfD/2017, 2019 | 09293266 |
|                                         | Mietshaus in geschlossener Bebauung                                                                                               | Eisenbahnstraße 45 (Karte)             | 1893 (Mietshaus)                                                                   | mit Tordurchfahrt und mit Läden, Putzfassade mit Sandsteingliederung und Erker, geätzte Treppenhausfenster, Holztäfelung in der Tordurchfahrt, baugeschichtlich von Bedeutung | 09293267 |
|                                         | Mietshaus in geschlossener Bebauung in Ecklage, mit ehemaliger Bankfiliale und Tresorraum im Keller                               | Eisenbahnstraße 53 (Karte)             | 1889 (Mietshaus)                                                                   | mit Laden, Putzfassade mit Eckerker, prächtige Ausstattung im Inneren, ortsentwicklungsgeschichtlich von Bedeutung Die Bauakte ergeht mit einem Bauantrag vom 26.08.1875 von Ernst Robert Weiß und einer Planvorlage der Architekten Moritz. 1881 Bauantrag für einen provisorischen Lagerschuppen für den Spediteur Ferdinand Woldemar Kästner aus Neustadt. Ein weiterer Bauantrag geht auf Friedrich Albin Solbzig zurück, der Pläne für ein Vorderhaus, eine U-förmige Hofbebauung und zwei Gartenanlagen von Architekt Otto Lehmann anfertigen lässt. Doch erst ein neuerliches Unterfangen 1889, initiiert von Maurermeister Martin Gotthold Wunderlich aus Schönefeld, erfuhr eine Umsetzung. Für den Entwurf des Eckwohngebäudes und des Seitengebäudes mit Waschküche und Geräteraum zeichnet Architekt Clemens Thieme verantwortlich, der später als einer der Hauptakteure bei der Errichtung des Völkerschlachtdenkmals bekannt wurde. Weitere aktenkundliche Besitzer waren Hermann Richard Kluge aus Neustadt (1910), Eduard Paul Schmidt und die Allgemeine Deutsche Credit-Anstalt. Diese stellt als „Großbank“ 1918 den Umbauantrag für eine Bankfiliale anstatt der bislang im Erdgeschoss eingerichteten Restauration sowie die Einrichtung einer Stahlkammer im Kellergeschoss. Entwürfe hierzu von Baumeister Walter Schneider. Der imposante und städtebaulich unverzichtbare Eckbau beeindruckt trotz seiner weitgehend geglätteten gründerzeitlichen Putzfassade, an der sich Details für eine umsetzbare Rekonstruktion erhalten haben. Auffallend der viergeschossige Erker an der verbrochenen Ecke, Risalitausbildungen sowie die aus Sandsteinwerkstein gefertigten Gesimse und der Sockel über Granitschwelle. Seltenheitswert besitzt die eingebaute Tresoranlage im Keller und die prächtige Ausstattung im Inneren. Bemerkenswert u. a. die opulente Treppenanlage mit rechteckigem Treppenauge und erhaltenen Farbfassungen. Im Grundriss erkennbar vier Wohnungen je Etage. LfD/2008 | 09302287 |
|                                         | Mietshaus in ehemals geschlossener Bebauung                                                                                       | Eisenbahnstraße 66 (Karte)             | um 1890 (Mietshaus)                                                                | mit Laden, historisierende Putzfassade, baugeschichtlich von Bedeutung | 09294662 |
|                                         | Mietshaus in geschlossener Bebauung, ehemals mit Apotheke                                                                         | Eisenbahnstraße 71 (Karte)             | 1903–1904 (Mietshaus)                                                              | mit Läden, Putzfassade mit zwei Erkern, eisernes Treppenhaus, ehemals Apothekeneinrichtung von 1932, baugeschichtlich bedeutsam, Eisentreppe und Apothekenausstattung mit Seltenheitswert Zwei Entwurfszeichnungen für einen repräsentativen Wohn- und Geschäftshausbau existieren in der Bauakte nebst einem Entwurf für ein auf dem Durchgangsgrundstück an der Ludwigstraße zu errichtendes Wohngebäude, Bauherr und Ausführender ist Maurermeister Max Friedrich aus Reudnitz. 1904 wurden die im Jahr zuvor eingereichten Pläne umgesetzt nebst einem heute nicht mehr vorhandenen Kontorgebäude im Hof. Die Bauaufsicht hatte der Maurerpolier Albin Böhme aus Kleinzschocher. Zergliederung des Grundstücks im Jahr 1910. Die über fünf Geschosse reichende, heute stark geglättete Putzfassade mit zwei recht mächtigen Erkern. Von besonderem Interesse ist die schmiedeeiserne Treppenanlage. In den 1990er Jahren geborgen wurde die geschmackvolle Ausstattung der Fortuna-Apotheke, die 1932 im Auftrag von Apotheker Johann Max Richter durch den Mitteldeutschen Pharmacie-Konzern e. V. Dessau bzw. dessen “Abteilung Bauberatung” eingerichtet worden war. Vom Januar 1996 der Antrag auf Abbruch sämtlicher Nebengebäude (Garagen, Werkstattgebäude, Schuppen) durch die Betreu Grundstücksverwertungsgesellschaft mbH aus Bonn einhergehend mit der Einreichung von Plänen für die Mietshaussanierung. Von Seltenheitswert und baukünstlerischem Wert sind die Treppenanlage und die Apothekenausstattung, das Mietshaus besitzt baugeschichtlichen Wert. LfD/2012, 2013 | 09293271 |
|                                         | Mietshaus in ehemals geschlossener Bebauung                                                                                       | Eisenbahnstraße 74 (Karte)             | 1885–1886 (Mietshaus)                                                              | im Hof ehemalige Markthalle (Konradstraße 27, siehe Objekt 09293272), Vorderhaus mit breiter Hausdurchfahrt, mit Läden, historisierende Putzfassade, baugeschichtlich von Bedeutung Auf dem Grundstück des Dampfsägewerksbesitzers J. G. Glitzner in Leipzig-Neuschönefeld wurde 1885–1886 ein Mietshaus mit kleinem Seitenflügel im Hof nach Entwürfen des Architekten Edmund Castner errichtet. Für die Ausführung zeichneten Zimmermeister H. W. v. Timmermann, Maurermeister Friedrich Lägel aus Neuschönefeld und die Firma Gust. Dölzig Nachf. Leipzig verantwortlich. Nachfolgend genannte Besitzer sind Gustav-Adolph Glitzner (1887) und Röthigs Terrain-Gesellschaft Leipzig-Gohlis (ab 31.12.1901). Das 16 Meter Frontlänge messende Gründerzeithaus mit Putzfassade, kräftigen Fensterverdachungen und Gründerzeitdekor, die beiden zweiachsigen Seitenrisalite akzentuiert durch gekuppelte Fenster. Umbauten in der Erdgeschosszone erfolgten 1909 im Zusammenhang mit der Errichtung einer Markthalle im Hof. LfD/2006 | 09293273 |
|                                         | Mietshaus in geschlossener Bebauung                                                                                               | Eisenbahnstraße 76 (Karte)             | um 1910 (Mietshaus)                                                                | mit Läden, Putzfassade mit Erker, Reformstil-Architektur, baugeschichtlich von Bedeutung | 09294666 |
|                                         | Mietshaus in geschlossener Bebauung                                                                                               | Eisenbahnstraße 77 (Karte)             | um 1885 (Mietshaus)                                                                | mit Hausdurchgang, mit Laden, historisierende Putzfassade, baugeschichtlich von Bedeutung | 09260926 |
|                                         | Wohn- und Geschäftshaus in geschlossener Bebauung                                                                                 | Eisenbahnstraße 78 (Karte)             | 1908 (Wohn- und Geschäftshaus)                                                     | mit Tordurchfahrt, mit Läden, Putzfassade mit Kastenerkern und Balkons, Tordurchfahrt mit Wandgliederung, Reformstil-Architektur, baugeschichtlich von Bedeutung | 09293274 |
|                                         | Mietshaus in geschlossener Bebauung                                                                                               | Eisenbahnstraße 80 (Karte)             | um 1910 (Mietshaus)                                                                | mit Ladenzone, Putzfassade mit Erker, Reformstil-Architektur, baugeschichtlich von Bedeutung | 09294668 |
| Weitere Bilder                          | Elsapark: Parkanlage | Elsastraße (Karte)                     | 1879–1880 (Parkanlage)                                                             | mit Wegenetz, Treppenanlagen und altem Gehölzbestand, im Quartier Elsastraße/Lutherstraße/Rabet, ehemals Bestandteil des Gartens der Villa Willmar Schwabe Kohlgartenstraße 33/35 (Objekt 09293619), gartenhistorisch und ortsentwicklungsgeschichtlich von Bedeutung | 09293580 |
|                                         | Mietshaus in geschlossener Bebauung                                                                                               | Elsastraße 2 (Karte)                   | um 1890 (Mietshaus)                                                                | Putzfassade, geätzte Treppenhausfenster, baugeschichtlich von Bedeutung | 09293620 |
|                                         | Mietshaus in geschlossener Bebauung                                                                                               | Elsastraße 4 (Karte)                   | um 1890 (Mietshaus)                                                                | Klinkerfassade mit Balkons, Stuck im Eingangsbereich, baugeschichtlich von Bedeutung | 09293621 |
|                                         | Mietshaus in ehemals geschlossener Bebauung                                                                                       | Elsastraße 6 (Karte)                   | um 1895 (Mietshaus)                                                                | mit Tordurchfahrt, Stuck im Eingangsbereich, Klinkerfassade, baugeschichtlich von Bedeutung | 09299400 |
|                                         | Mietshaus in geschlossener Bebauung                                                                                               | Elsastraße 10 (Karte)                  | um 1890 (Mietshaus)                                                                | Putzfassade, geätzte Treppenhausfenster, baugeschichtlich von Bedeutung | 09293622 |
|                                         | Mietshaus in geschlossener Bebauung                                                                                               | Elsastraße 12 (Karte)                  | um 1890 (Mietshaus)                                                                | ehemals mit Laden, Putzfassade, geätzte Treppenhausfenster, baugeschichtlich von Bedeutung | 09293623 |
|                                         | Mietshaus in geschlossener Bebauung                                                                                               | Elsastraße 14 (Karte)                  | 1891 (Mietshaus)                                                                   | mit Tordurchfahrt, Klinkerfassade mit Erker, teilweise geätzte Treppenhausfenster, baugeschichtlich von Bedeutung | 09293624 |
|                                         | Mietshaus in halboffener Bebauung                                                                                                 | Elsastraße 16 (Karte)                  | um 1890 (Mietshaus)                                                                | mit Tordurchfahrt, Putzfassade, geätzte Treppenhausfenster, baugeschichtlich von Bedeutung | 09293625 |
| Weitere Bilder                          | Handschwengelpumpe mit Brunnenschacht und Abdeckplatte                                                                            | Hedwigstraße (Karte)                   | 1907 (Handschwengelpumpe)                                                          | Typ Vogelkäfig, ortsgeschichtlich von Bedeutung | 09262760 |
|                                         | Mietshaus in geschlossener Bebauung und Hofgebäude                                                                                | Hedwigstraße 2 (Karte)                 | um 1890 (Mietshaus)                                                                | mit Tordurchfahrt, mit Laden, Treppenhausfenster mit geätzter Verglasung, baugeschichtlich von Bedeutung | 09292761 |
|                                         | Mietshaus in geschlossener Bebauung und in Ecklage, heute Hotel                                                                   | Hedwigstraße 3 (Karte)                 | 1884 (Mietshaus)                                                                   | mit Läden, Putzfassade, baugeschichtlich von Bedeutung | 09293477 |
|                                         | Mietshaus in geschlossener Bebauung und Hofgebäude                                                                                | Hedwigstraße 4 (Karte)                 | um 1890 (Mietshaus)                                                                | Vorderhaus mit Tordurchfahrt und mit Gaststätte, Fassade mit Stuckdekoration, baugeschichtlich von Bedeutung | 09292760 |
|                                         | Mietshaus in geschlossener Bebauung in Ecklage                                                                                    | Hedwigstraße 5 (Karte)                 | 1885 (Mietshaus)                                                                   | mit Läden, Putzfassade, Stuck und Fußbodenkacheln im Eingangsbereich, baugeschichtlich von Bedeutung | 09293478 |
|                                         | Mietshaus in geschlossener Bebauung und in Ecklage                                                                                | Hedwigstraße 8 (Karte)                 | um 1875 (Mietshaus)                                                                | Putzfassade mit Stuckdekoration, von klassizistischer Wirkung, baugeschichtlich von Bedeutung | 09292762 |
|                                         | Mietshaus in geschlossener Bebauung und in Ecklage                                                                                | Hedwigstraße 11 (Karte)                | 1870er Jahre (Mietshaus)                                                           | mit Eckladen, Putzfassade, Stuck im Eingangsbereich, baugeschichtlich von Bedeutung | 09293480 |
|                                         | Mietshaus in geschlossener Bebauung                                                                                               | Hedwigstraße 13 (Karte)                | um 1870 (Mietshaus)                                                                | mit Hausdurchgang, klassizistisch wirkende Putzfassade, baugeschichtlich von Bedeutung | 09293481 |
|                                         | Mietshaus in halboffener Bebauung und in Ecklage                                                                                  | Hedwigstraße 14 (Karte)                | 1874 (Mietshaus)                                                                   | ehemals mit Eckladen, Putzfassade, baugeschichtlich von Bedeutung | 09293482 |
|                                         | Mietshaus in geschlossener Bebauung                                                                                               | Hedwigstraße 15 (Karte)                | um 1870 (Mietshaus)                                                                | mit Hausdurchgang, klassizistisch wirkende Putzfassade, baugeschichtlich von Bedeutung | 09293483 |
|                                         | Handschwengelpumpe mit Brunnenschacht und Abdeckplatte                                                                            | Hermann-Liebmann-Straße (Karte)        | 1910 (Handschwengelpumpe)                                                          | vor dem Geschäftshausneubau, ortsgeschichtlich von Bedeutung | 09299207 |
|                                         | Handschwengelpumpe mit Brunnenschacht und Ganzplatte                                                                              | Hermann-Liebmann-Straße (Karte)        | 1919 (Handschwengelpumpe)                                                          | vor Nummer 33/35, Nähe Bergstraße auf einer kleinen Grünfläche, Typ Großer Löwe, ortsgeschichtlich von Bedeutung | 09294870 |
|                                         | Mietshaus in geschlossener Bebauung                                                                                               | Hermann-Liebmann-Straße 5 (Karte)      | 1898 (Mietshaus)                                                                   | Klinkerfassade, Schablonenmalerei im Innern, Windfangtür mit geätzter Verglasung, baugeschichtlich von Bedeutung | 09293598 |
|                                         | Mietshaus in geschlossener Bebauung                                                                                               | Hermann-Liebmann-Straße 7 (Karte)      | 1897 (Mietshaus)                                                                   | mit Tordurchfahrt, historisierende Klinkerfassade, baugeschichtlich von Bedeutung | 09293599 |
|                                         | Mietshaus in halboffener Bebauung und in Ecklage                                                                                  | Hermann-Liebmann-Straße 9 (Karte)      | 1891/1893 (Mietshaus)                                                              | mit Läden, Putzfassade, Stuckreste im Eingangsbereich, baugeschichtlich von Bedeutung | 09293600 |
|                                         | Doppelmietshaus in geschlossener Bebauung                                                                                         | Hermann-Liebmann-Straße 21; 23 (Karte) | bezeichnet 1891 (Doppelmietshaus)                                                  | Nummer 21 mit Tordurchfahrt, Klinkerfassade mit zwei Erkern, bleiverglaste Treppenhausfenster, baugeschichtlich von Bedeutung | 09293603 |
|                                         | Mietshaus in geschlossener Bebauung                                                                                               | Hermann-Liebmann-Straße 25 (Karte)     | 1905–1906, bezeichnet 1905 (Mietshaus)                                             | mit Tordurchfahrt und mit Laden, historisierende Putzfassade mit Fachwerkgiebel, dreiachsigen Mittenbetonung mit Jugendstildekor, ehemals mit Hinterhaus Nummer 27, baugeschichtlich und ortsentwicklungsgeschichtlich von Bedeutung 1863 ist das Grundstück im Besitz von Christoph Andreas Göhler (Köhler), 1864 wird ein für den Schlossermeister W. Stieberitz errichtetes Werkstattgebäude abschließend besichtigt. Im Jahr 1872 entwirft Gustav Franz Lüders ein Hintergebäude und 1896 wird eine Werkstatt des Schleifermeisters Louis Müller genannt. Eine komplette Neubebauung des recht tiefen Grundstücks beabsichtigt Baumeister Ernst Moritz Wilde, seines Zeichens Maurer- und Zimmermeister aus Leipzig-Gohlis im April 1905 – er ist als Entwerfender, Bauherr, Statiker und Ausführender anzusprechen. Das Vorderhaus mit Durchfahrt und Fleischerei-Ladenwohnung im Erdgeschoss sowie drei Wohnungen pro darüber liegender Etage. Nur zwei Wohnungen sind im Mittelgebäude in jeder der beiden Etagen vorgesehen, bestehend aus zwei Stuben, Kammer, Küche sowie Abtritt auf der halben Treppe. Im Hintergebäude schließlich waren Pferdestall, Waschhaus und Aborte eingerichtet. Antragstellung für den Abbruch am 8. Mai 1905, Anzeige Baubeginn am 8. Juni und Ersuchen um die Schlußbesichtigung am 12. Januar 1906. Zwischen Vorder- und Mittelhaus lagen Gärten (1908 erwähnt). Im Jahr 1954 wurde der Wiederaufbau des bombenbeschädigten Hinterhauses beabsichtigt, wofür Baumeister Arno Keller die Unterlagen fertigt. Wegen Ablehnung wird 1967 der Abbruchantrag gestellt. Zwischen Mittelgebäude und Hinterhaus übrigens befand sich zeitweise eine Bildhauerwerkstatt von Holzbildhauer Johannes Oskar Alfred Gräfe, der das Areal am 1. Juli 1919 erworben hatte. Allein das Vorderhaus ist heute erhalten – als neunachsiges Mietwohngebäude mit Durchfahrt und Laden. Wirkungsvoll wird die Putzfassade in den Obergeschossen axialsymmetrisch aufgebaut mit einer dreiachsigen Mittenbetonung, Kunststeinrahmungen und Jugendstildekor, unter anderem zwei Fratzen, zwei Fische und eine Weintraubendarstellung. Ein Fachwerkgiebelchen unterbricht die breite Traufzone in ihrer Mitte. Das Mietshaus bezeichnet 1905, baugeschichtlich und ortsentwicklungsgeschichtlich bedeutsam. LfD/2013 | 09293604 |
|                                         | Mietshaus in geschlossener Bebauung                                                                                               | Hermann-Liebmann-Straße 29 (Karte)     | 1897 (Mietshaus)                                                                   | mit Tordurchfahrt, Klinkerfassade, Holzpaneele und Stuckreste in der Tordurchfahrt, baugeschichtlich von Bedeutung | 09293605 |
|                                         | Mietshaus in halboffener Bebauung                                                                                                 | Hermann-Liebmann-Straße 31 (Karte)     | 1883 (Mietshaus)                                                                   | mit Laden, historisierende Putzfassade, baugeschichtlich von Bedeutung | 09293606 |
|                                         | Mietshaus in halboffener Bebauung                                                                                                 | Hermann-Liebmann-Straße 35 (Karte)     | bezeichnet 1882 (Mietshaus)                                                        | mit Tordurchfahrt, Putzfassade mit reicher Stuckdekoration, baugeschichtlich von Bedeutung | 09294826 |
|                                         | Mietshaus in geschlossener Bebauung                                                                                               | Hermann-Liebmann-Straße 37 (Karte)     | um 1880 (Mietshaus)                                                                | historisierende Putzfassade, Windfangtür, baugeschichtlich von Bedeutung | 09294827 |
|                                         | Mietshaus in geschlossener Bebauung und in Ecklage                                                                                | Hermann-Liebmann-Straße 43 (Karte)     | 1893 (Mietshaus)                                                                   | mit Laden, reich gegliederte Putzfassade mit Eckerker, Stuck im Eingangsbereich, Ladenfronten und -einrichtungen original, baugeschichtlich von Bedeutung | 09293607 |
|                                         | Fabrikgebäude (mit zwei Gebäudeteilen) in Ecklage                                                                                 | Hermann-Liebmann-Straße 67 (Karte)     | 1889 (Fabrik)                                                                      | ehemals »Karl Wirth - Automobile«, Klinkerbau, baugeschichtlich und technikgeschichtlich von Bedeutung, akzentsetzender Eckbau zur Konradstraße | 09293582 |
|                                         | Mietshaus in halboffener Bebauung und in Ecklage                                                                                  | Hermann-Liebmann-Straße 85 (Karte)     | um 1875 (Mietshaus)                                                                | mit Läden, Putzfassade mit Sandsteingliederung, baugeschichtlich von Bedeutung | 09264147 |
|                                         | Mietshaus in geschlossener Bebauung                                                                                               | Hermann-Liebmann-Straße 87 (Karte)     | 1889 (Mietshaus)                                                                   | Klinkerfassade, baugeschichtlich von Bedeutung | 09293348 |
|                                         | Mietshaus in geschlossener Bebauung und in Ecklage                                                                                | Hermann-Liebmann-Straße 89 (Karte)     | 1889 (Mietshaus)                                                                   | mit Läden, Klinkerfassade mit Eckerker, baugeschichtlich von Bedeutung | 09293349 |
|                                         | Mietshaus in geschlossener Bebauung                                                                                               | Hermann-Liebmann-Straße 95 (Karte)     | 1893 (Mietshaus)                                                                   | ehemals mit Läden, mit Hausdurchgang, historisierende Putzfassade, baugeschichtlich von Bedeutung | 09293350 |
|                                         | Doppelmietshaus (Anschrift: Hermann-Liebmann-Straße 101 und Schulze-Delitzsch-Straße 41) in geschlossener Bebauung und in Ecklage | Hermann-Liebmann-Straße 101 (Karte)    | 1905 (Doppelmietshaus)                                                             | mit Läden, Klinker-Putz-Fassade mit Gliederung durch braunglasierte Ziegel, zwei Erker, baugeschichtlich von Bedeutung | 09293351 |
|                                         | Mietshaus in geschlossener Bebauung                                                                                               | Hermann-Liebmann-Straße 103 (Karte)    | 1907 (Mietshaus)                                                                   | Putzfassade, baugeschichtlich von Bedeutung | 09293352 |
|                                         | Mietshaus in halboffener Bebauung                                                                                                 | Hermann-Liebmann-Straße 105 (Karte)    | um 1905 (Mietshaus)                                                                | mit Läden, Putzfassade, baugeschichtlich von Bedeutung | 09293353 |
|                                         | Haustür eines Mietshauses | Husemannstraße 1 (Karte)               | um 1895 (Tür)                                                                      | kunsthandwerksgeschichtlich von Bedeutung | 09292533 |
|                                         | Schule (zwei aneinandergebaute Gebäude, Anschrift: Husemannstraße 2 und Reclamstraße 29)                                          | Husemannstraße 2 (Karte)               | um 1890 (Schule)                                                                   | Klinker-Putz-Fassade, baugeschichtlich und ortsgeschichtlich von Bedeutung | 09291132 |
|                                         | Mietshaus in ehemals geschlossener Bebauung                                                                                       | Husemannstraße 3 (Karte)               | 1887 (Mietshaus)                                                                   | mit Tordurchfahrt, mit Läden, Putzfassade, ehemals als Feuerwehrdepot erbaut, ortshistorisch und baugeschichtlich von Bedeutung | 09294941 |
|                                         | Handschwengelpumpe mit Brunnenschacht und Abdeckplatte                                                                            | Jonasstraße (Karte)                    | vor 1890 (Handschwengelpumpe)                                                      | ortsgeschichtlich von Bedeutung | 09299204 |
|                                         | Mietshaus in geschlossener Bebauung                                                                                               | Jonasstraße 2 (Karte)                  | 1884 (Mietshaus)                                                                   | historisierende Putzfassade, geätzte Treppenhausfenster, baugeschichtlich von Bedeutung | 09293546 |
|                                         | Mietshaus in geschlossener Bebauung                                                                                               | Jonasstraße 4 (Karte)                  | 1891 (Mietshaus)                                                                   | mit Tordurchfahrt, Putzfassade, Stuck in der Tordurchfahrt, baugeschichtlich von Bedeutung | 09293547 |
|                                         | Mietshaus in ehemals geschlossener Bebauung                                                                                       | Jonasstraße 5 (Karte)                  | 1891 (Mietshaus)                                                                   | historisierende Putzfassade, baugeschichtlich von Bedeutung | 09293548 |
|                                         | Mietshaus in geschlossener Bebauung und in Ecklage                                                                                | Jonasstraße 6 (Karte)                  | 1892 (Mietshaus)                                                                   | historisierende Putzfassade, Windfangtür mit geätzter Verglasung, baugeschichtlich von Bedeutung | 09293549 |
|                                         | Mietshaus in ehemals geschlossener Bebauung                                                                                       | Jonasstraße 11 (Karte)                 | 1892 (Mietshaus)                                                                   | mit Tordurchfahrt, Putzfassade, baugeschichtlich von Bedeutung | 09293550 |
|                                         | Handschwengelpumpe mit Brunnenschacht und Abdeckplatte                                                                            | Kapellenstraße (Karte)                 | 1892 (Handschwengelpumpe)                                                          | vor Nummer 6, Typ Delphin, ortsgeschichtlich von Bedeutung | 09294840 |
|                                         | Mietshaus in geschlossener Bebauung und in Ecklage                                                                                | Kapellenstraße 3 (Karte)               | 1880er Jahre (Mietshaus)                                                           | Putzfassade, Stuck im Eingangsbereich, baugeschichtlich von Bedeutung | 09293772 |
|                                         | Doppelmietshaus (Anschrift: Kapellenstraße 6 und Koehlerstraße 4) in geschlossener Bebauung und in Ecklage                        | Kapellenstraße 6 (Karte)               | bezeichnet 1890 (Doppelmietshaus)                                                  | Putzfassade, geätzte Treppenhausfenster, baugeschichtlich von Bedeutung | 09293811 |
|                                         | Mietshaus in geschlossener Bebauung                                                                                               | Kapellenstraße 8 (Karte)               | um 1895 (Mietshaus)                                                                | mit Tordurchfahrt, Putzfassade, Durchgangsgrundstück mit Dresdner Straße 65, baugeschichtlich von Bedeutung | 09294836 |
|                                         | Mietshaus in geschlossener Bebauung                                                                                               | Kapellenstraße 9 (Karte)               | 1895/1900 (Mietshaus)                                                              | mit Tordurchfahrt, mit Laden, Klinkerfassade, bleiverglaste Treppenhausfenster, baugeschichtliches Zeugnis der Stadtteilentwicklung | 09293773 |
|                                         | Mietshaus in geschlossener Bebauung                                                                                               | Kapellenstraße 9a (Karte)              | 1890er Jahre (Mietshaus)                                                           | mit Tordurchfahrt, Putzfassade mit breitem Erker, baugeschichtliches Zeugnis der Stadtteilentwicklung | 09293774 |
|                                         | Mietshaus in geschlossener Bebauung                                                                                               | Kapellenstraße 9b (Karte)              | 1895/1900 (Mietshaus)                                                              | mit Tordurchfahrt, Klinkerfassade, baugeschichtliches Zeugnis der Stadtteilentwicklung | 09293775 |
|                                         | Mietshaus in geschlossener Bebauung                                                                                               | Kapellenstraße 10 (Karte)              | um 1890 (Mietshaus)                                                                | ehemalige Stellmacherei im Hof, Durchgangsgrundstück mit Dresdner Straße 67, mit Tordurchfahrt und Laden, Putzfassade, Stuck in Tordurchfahrt, baugeschichtlich von Bedeutung | 09293813 |
|                                         | Mietshaus (mit zwei Hausnummern) in geschlossener Bebauung und Hinterhaus                                                         | Kapellenstraße 11; 13 (Karte)          | 1908–1909 (Mietshaus), 1908–1909 (Hinterhaus)                                      | Vorderhaus mit Tordurchfahrt, Klinkerfassade, bleiverglaste Treppenhausfenster, baugeschichtlich von Bedeutung 1858 ließen Johann Gottlob Richter und seine Ehefrau Johanne Christine ein zweigeschossiges, fünfachsiges Wohnhaus auf dem Grundstück erbauen, im Jahr 1867 erfolgte der Abbruch einer Fachwerkscheune und Aufführung eines neuen Scheunengebäudes durch Maurermeister Karl Germann jr. für den Gutsbesitzer Gottlob Friedrich Wilhelm Lindner. Dessen Witwe stellte 1892 Abbruchantrag für das gesamte Areal (zwei Wohngebäude, zwei größere Ställe, rückwärtig abschließende Scheune, zwei kleine Ställe, Privet), das am 1.7.1901 in die Hände von Gutsbesitzer Friedrich Wilhelm Richard Lindner überging. Bauantrag für ein zu errichtendes Vordergebäude sowie Hintergebäude wurde von diesem zum Jahresausklang 1908 gestellt und der Architekt Theodor George vertraglich gebunden. Anzeige zum Abbruchbeginn datiert vom 15. März 1909, die Schlussprüfung der Neubauten erfolgte am 11. September des gleichen Jahres. Während das Hinterhaus neben Packraum, Büro, Lager, Einfahrt nur eine kleine Wohnung besaß, kam es im repräsentativen, mit jugendstiligem Dekor verzierten Vordergebäude zur Einrichtung von großzügigen Etablissements mit einer Wohnung im linken Gebäudeteil und zwei Wohnungen rechts. Bei Nummer 11 neben dem Wohnzimmer ein Salon mit Erker, Schlafzimmer, zwei Kammern, Küche sowie Bad und Innentoilette. Im Nachbarhaus Verzicht auf den großzügigen Salon. 1937 übrigens auf dem Grundstück die Fleischsalatfabrik Trümmel & Lange. Sanierung 1994. Das im geschwungenen Straßenverlauf auffällige Gebäude mit baugeschichtlichem und ortsentwicklungsgeschichtlichem Wert. LfD/2013 | 09293776 |
|                                         | Mietshaus in geschlossener Bebauung                                                                                               | Kapellenstraße 12 (Karte)              | um 1890 (Mietshaus)                                                                | Putzfassade, baugeschichtlich von Bedeutung | 09293814 |
|                                         | Mietshaus in geschlossener Bebauung                                                                                               | Kapellenstraße 14 (Karte)              | 1890 (Mietshaus)                                                                   | mit Tordurchfahrt, Klinkerfassade, baugeschichtlich von Bedeutung | 09293779 |
|                                         | Mietshaus in geschlossener Bebauung                                                                                               | Kapellenstraße 15 (Karte)              | um 1900 (Mietshaus)                                                                | mit Tordurchfahrt, Verblendziegelfassade, baugeschichtlich von Bedeutung | 09294964 |
|                                         | Mietshaus in halboffener Bebauung                                                                                                 | Kapellenstraße 15b (Karte)             | 1904 (Mietshaus)                                                                   | markante Klinkerfassade, baugeschichtlich von Bedeutung | 09293778 |
|                                         | Mietshaus in geschlossener Bebauung                                                                                               | Kapellenstraße 16 (Karte)              | um 1890 (Mietshaus)                                                                | mit Tordurchfahrt und mit Laden, Putzfassade, geätzte Treppenhausfenster, baugeschichtlich von Bedeutung | 09293780 |
|                                         | Mietshaus in geschlossener Bebauung                                                                                               | Kapellenstraße 18 (Karte)              | um 1890 (Mietshaus)                                                                | Putzfassade, Holzpaneele im Eingangsbereich, baugeschichtlich von Bedeutung | 09293781 |
|                                         | Mietshaus in geschlossener Bebauung und in Ecklage                                                                                | Klasingstraße 29 (Karte)               | 1888 (Mietshaus)                                                                   | mit Tordurchfahrt, mit Gaststätte, Klinkerfassade mit Eckerker, Stuckdecke im Eingangsbereich, baugeschichtlich von Bedeutung | 09294937 |
|                                         | Mietshaus in halboffener Bebauung                                                                                                 | Klasingstraße 44 (Karte)               | 1902 (Mietshaus)                                                                   | mit Tordurchfahrt, Klinkerfassade, baugeschichtlich von Bedeutung | 09294938 |
|                                         | Mietshaus in geschlossener Bebauung                                                                                               | Klasingstraße 44b (Karte)              | 1902 (Mietshaus)                                                                   | zeittypische Klinkerfassade, baugeschichtlich von Bedeutung | 09294939 |
|                                         | Mietshaus in geschlossener Bebauung                                                                                               | Klasingstraße 46 (Karte)               | 1886 (Mietshaus)                                                                   | historisierende Putzfassade, baugeschichtlich von Bedeutung | 09294940 |
|                                         | Doppelmietshaus (Anschrift: Kapellenstraße 6 und Koehlerstraße 4) in geschlossener Bebauung und in Ecklage                        | Koehlerstraße 4 (Karte)                | bezeichnet 1890 (Doppelmietshaus)                                                  | Putzfassade, geätzte Treppenhausfenster, baugeschichtlich von Bedeutung | 09293811 |
|                                         | Villa | Koehlerstraße 7 (Karte)                | um 1865/1870 (Villa)                                                               | heute Kindergarten, Putzfassade mit Sandsteingliederung, erbaut für den Juristen Dr. Theodor Wilhelmi, baugeschichtlich von Bedeutung | 09293810 |
|                                         | Pflaster in Ecklage | Kohlgartenstraße (Karte)               | um 1900 (Straße)                                                                   | Pflaster-Muster als kleine Platzgestaltung, ehemals mit Litfaßsäule, baugeschichtlich von Bedeutung | 09294967 |
| Direkt Bild zu diesem Denkmal hochladen | Relief an einer Hausruine (z. Zt. geborgen)                                                                                       | Kohlgartenstraße 5; 7 (Karte)          | 1880/1885 (Relief)                                                                 | gegenüber Gabelung Lange Straße, mit figürlichen Darstellungen, künstlerisch von Bedeutung | 09291420 |
|                                         | Mietshaus in ehemals geschlossener Bebauung                                                                                       | Kohlgartenstraße 20 (Karte)            | 1887 (Mietshaus)                                                                   | mit Tordurchfahrt, Klinkerfassade mit Sandsteingliederung und Erker, baugeschichtlich von Bedeutung | 09291399 |
|                                         | Mietshaus in ehemals geschlossener Bebauung und Hinterhaus                                                                        | Kohlgartenstraße 24 (Karte)            | um 1900 (Mietshaus), um 1910? (Hinterhaus)                                         | Vorderhaus mit Tordurchfahrt, Klinkerfassade mit zwei Erkern, baugeschichtlich von Bedeutung | 09291400 |
|                                         | Mietshaus in geschlossener Bebauung                                                                                               | Kohlgartenstraße 26 (Karte)            | 1880er Jahre (Mietshaus)                                                           | mit Tordurchfahrt, Putzfassade mit Sandsteingliederung, baugeschichtlich von Bedeutung | 09291401 |
|                                         | Mietshaus in ehemals geschlossener Bebauung in Ecklage                                                                            | Kohlgartenstraße 28 (Karte)            | 1880er Jahre (Mietshaus)                                                           | mit Eckladen, Klinker-Putz-Fassade mit Eckerker, baugeschichtlich von Bedeutung | 09291402 |
|                                         | Mietshaus in ehemals geschlossener Bebauung                                                                                       | Kohlgartenstraße 31 (Karte)            | um 1910 (Mietshaus)                                                                | Putzfassade mit Erker, Stuck im Eingangsbereich, Reformstil-Architektur, baugeschichtlich von Bedeutung | 09291403 |
|                                         | Mietshaus in geschlossener Bebauung                                                                                               | Kohlgartenstraße 31a (Karte)           | um 1910 (Mietshaus)                                                                | Putzfassade mit zwei Erkern, Marmor und Windfangtür im Eingangsbereich, Stuck im Treppenhaus, Reformstil-Architektur, baugeschichtlich von Bedeutung | 09291404 |
|                                         | Mietshaus in geschlossener Bebauung und in Ecklage                                                                                | Kohlgartenstraße 31b (Karte)           | um 1910 (Mietshaus)                                                                | Putzfassade mit Erkern, Marmorverkleidung im Eingangsbereich, Reformstil-Architektur, baugeschichtlich von Bedeutung | 09291405 |
| Weitere Bilder                          | Villa Willmar Schwabe und Villengarten (mit Brunnen und Fontänenbecken)                                                           | Kohlgartenstraße 33; 35 (Karte)        | 1879–1880 (Villa)                                                                  | repräsentative Klinkerfassade der Gründerzeit, erbaut für den homöopathischen Apotheker Dr. Willmar Schwabe, Villengarten mit ursprünglicher Bodenmodellierung und altem Baumbestand erhalten, dazugehörig das Areal des heutigen Elsaparks (Objekt 09293580), baugeschichtlich, gartengeschichtlich, ortsgeschichtlich und personengeschichtlich von Bedeutung | 09293619 |
|                                         | Mietshaus in geschlossener Bebauung und in Ecklage                                                                                | Kohlgartenstraße 37 (Karte)            | 1890er Jahre (Mietshaus)                                                           | Putzfassade mit Eckerker, prachtvolles Treppenhaus, baugeschichtlich von Bedeutung | 09291407 |
|                                         | Mietshaus in halboffener Bebauung                                                                                                 | Kohlgartenstraße 43 (Karte)            | 1905 (Mietshaus)                                                                   | mit Läden, Putzfassade mit zwei Erkern, teilweise bleiverglaste Treppenhausfenster, Reformstil-Architektur, baugeschichtlich von Bedeutung | 09291408 |
|                                         | Mietshaus in ehemals geschlossener Bebauung                                                                                       | Kohlgartenstraße 45 (Karte)            | 1890er Jahre (Mietshaus)                                                           | Klinkerfassade mit Erker, Windfangtür mit Resten farbiger Bleiverglasung, baugeschichtlich von Bedeutung | 09291409 |
|                                         | Mietshaus in geschlossener Bebauung                                                                                               | Kohlgartenstraße 47 (Karte)            | um 1895 (Mietshaus)                                                                | mit Laden, Klinkerfassade mit zwei Erkern, Jugendstilstuck, baugeschichtlich von Bedeutung | 09291410 |
|                                         | Mietshaus in geschlossener Bebauung                                                                                               | Kohlgartenstraße 49 (Karte)            | um 1895 (Mietshaus)                                                                | mit Läden, Klinkerfassade mit Erkern und Balkons, Windfangtür, baugeschichtlich von Bedeutung | 09291411 |
|                                         | Mietshaus in geschlossener Bebauung in Ecklage                                                                                    | Kohlgartenstraße 51 (Karte)            | um 1895 (Mietshaus)                                                                | mit Läden, Putzfassade mit Erker, Stuck im Eingangsbereich, baugeschichtlich von Bedeutung | 09291412 |
|                                         | Mietshaus in geschlossener Bebauung (bauliche Einheit mit Nr. 56)                                                                 | Kohlgartenstraße 54 (Karte)            | 1890er Jahre (Mietshaus)                                                           | mit Tordurchfahrt und mit Läden, Klinkerfassade, Stuckgliederung im Eingangsbereich, baugeschichtlich von Bedeutung | 09291413 |
|                                         | Mietshaus in halboffener Bebauung                                                                                                 | Kohlgartenstraße 55 (Karte)            | um 1900 (Mietshaus)                                                                | Putzfassade, baugeschichtlich von Bedeutung | 09291418 |
| Weitere Bilder                          | Mietshaus in geschlossener Bebauung (bauliche Einheit mit Nr. 54)                                                                 | Kohlgartenstraße 56 (Karte)            | Ende 19. Jh. (Mietshaus)                                                           | mit Hausdurchgang, Klinkerfassade, Holzpaneele und Stuck im Eingangsbereich, baugeschichtlich von Bedeutung | 09291419 |
| Weitere Bilder                          | Schule | Kohlgartenstraße 58 (Karte)            | um 1890 (Schule)                                                                   | gründerzeitliche Putzfassade, Stuck im Eingangsbereich, baugeschichtlich und ortsgeschichtlich von Bedeutung | 09291414 |
|                                         | Mietshaus in ehemals geschlossener Bebauung und in Ecklage                                                                        | Kohlgartenstraße 65 (Karte)            | um 1890 (Mietshaus)                                                                | mit Eckladen, Klinkerfassade mit Eckerker, Holzpaneele und Stuck im Eingangsbereich, baugeschichtlich von Bedeutung | 09291415 |
|                                         | Mietshaus in halboffener Bebauung, mit Einfriedung des Vorgartens und Hofpflasterung                                              | Kohlgartenstraße 69 (Karte)            | 1890er Jahre (Mietshaus)                                                           | zeittypische Klinkerfassade, bleiverglaste Treppenhausfenster, baugeschichtlich von Bedeutung | 09291416 |
|                                         | Mietshaus in offener Bebauung, mit Einfriedung des Vorgartens                                                                     | Kohlgartenstraße 71 (Karte)            | 1889 (Mietshaus)                                                                   | Klinkerfassade mit Sandsteingliederung und Erker, baugeschichtlich von Bedeutung | 09291417 |
|                                         | Ehemalige Markthalle | Konradstraße 27 (Karte)                | 1908–1909 (Markthalle)                                                             | ab 1912 Lichtschaupielhaus, später Gemeindehaus der Mormonen, Putzfassade und weiße Verblendziegel, Halle mit korbbogenförmiger Stahlbetondecke überwölbt, einzigartiges Dokument als Markthallenbau ebenso als eines der ältesten erhaltenen Kinosäle Leipzigs, siehe auch Eisenbahnstraße 74 (Objekt 09293273), baugeschichtlich und ortsgeschichtlich von Relevanz, Erinnerungswert und Bedeutung für die Volksbildung Planungen für eine Hofüberdachung zu „Niederlagszwecken und Verkaufsständen“ reichen in das Jahr 1908 zurück, über eine kleine Ladenpassage durch das straßenseitig gelegene Mietshaus sollte die „Markt- und Kaufhalle Ost“ zugänglich sein. Am 8. Dezember 1909 erfolgte die Schlussrevision. Im Baupolizeiamt ging ein Antrag zum Umbau in ein Kino am 15. März 1912 ein, gestellt von Röthig’s Terrain-Gesellschaft (Bauherr) und der Firma Röthig & Hedel (Ausführung). Den Entwurf lieferte das Architekturbüro Curt Laux, die statischen Berechnungen die Diplomingenieure Kade und E. Ernst der Cementbaugesellschaft mbH Alban Vetterlein & Co aus Leipzig. Wiederholte Antragstellung am 1.7.1912, die Genehmigung erteilt am 26. Juli. Statt eines Holzdaches sollte ein Stahlbetondach für größere Raumhöhe, bessere Feuersicherheit und günstigere hygienische Bedingungen sorgen. Genehmigt wurden 504 Plätze, eingebaut zunächst nur 490. Den Spielbetrieb im „Passage-Theater“ übernahm als Pächter die Lichtspieltheater AG. Vollendet war der Umbau am 8. Oktober 1912 (Schlussabnahme). Spätere Eigentümer waren die Immobilienbank, ab 1.11.1920 der Kaufmann Karl Theodor Jurisch, um 1928 die Emelka-Theater-Betriebe bzw. Münchener Lichtspielkunst-AG, ein Briefkopfbogen 1939 weist Alois Hecht als Besitzer aus und zeigt den recht sachlichen Namen „Lichtspielhaus Leipzig-Neuschönefeld“. 1930 waren Veränderungen im Hinblick auf den Einbau von Apparaturen für den Tonfilm erfolgt. Ein Vorprojekt (30.12.1942) zwecks Erhöhung der Sitzplatzzahl von 877 auf 857 wird wegen des Führererlasses 1942 nicht bearbeitet. Architekt Willy Grafe aus Dresden liefert 1959 Pläne für einen Umbau einschließlich Breitwandeinbau und Umgestaltung von Bildwerfer- und Kassenraum, Auftraggeber ist der VEB (K) Kreislichtspielbetrieb Leipzig-Stadt. In den 1960er Jahren konnten Mitglieder der Glaubensgemeinschaft Kirche Jesu Christi der Heiligen der Letzten Tage den Kinosaal in ein Gemeindezentrum umbauen, am 8. September 1968 mit einem großen Chorkonzert einweihen und bis zur Fertigstellung des Neubaues in der Schleußiger Oeserstraße 1986 nutzen. Der gestalterische Entwurf stammt von Architekt Richard Stark aus Leipzig. Die Nutzungsüberlassung erfolgte nur befristet, „spätestens jedoch bis zu dem Zeitpunkt, wo im Zuge des Wiederaufbaus der inneren Ostvorstadt der Abbruch notwendig wird“ (Abteilung Baufreiheit und Rationalisierung von Gewerberaum). Ein im Dezember 1997 eingereichtes Projekt für Umbau und Erweiterung zur Schaffung einer Markthalle kam nicht zur Ausführung. Seither Leerstand. Sanierung der Fassaden und Umbau 2009, dabei Einschub eines Discounters ins Erdgeschoss und Nutzung des so entstehenden, von der historischen Stahlbetondecke gewölbten Saales als Veranstaltungsraum. Putzflächen gliedern die Außenflächen des längsrechteckigen unterkellerten Gebäudes, das mit einer bemerkenswerten korbbogenförmigen Stahlbetondecke überwölbt wird. Der Hauptzugang zur Eisenbahnstraße erfuhr eine gesonderte, ansprechende Gestaltung im Stil der Zeit. Über die große Mitteltür der insgesamt drei Zugänge an der Hauptfassade gelangten die Besucher in die Kassenhalle mit zwei Kassenschaltern. Treppen erschlossen den Rang und durch zwei Schallschleusen führte der Weg in den (Parkett-)Zuschauerraum. Gesonderte Vorschriften waren bezüglich der Einrichtung des Bildwerferraumes zu beachten. Hinter der Leinwand befanden sich die Toiletten und ein Belegschaftsraum. Die Gebäudehülle ist weitgehend original – einschließlich der Türen und eisernen Treppengeländer – aus der Reformstilzeit erhalten. Das Gebäude ist ein einzigartiges Dokument als Markthallenbau ebenso wie die Tatsache, dass es sich um einen der ältesten erhaltenen Kinosäle in Leipzig handelt. LfD/2006 | 09293272 |
|                                         | Mietshaus in ehemals geschlossener Bebauung                                                                                       | Konstantinstraße 2 (Karte)             | 1906 (Mietshaus)                                                                   | mit Laden, Putzfassade, teilweise bleiverglaste Treppenhausfenster, baugeschichtlich von Bedeutung | 09293583 |
|                                         | Mietshaus in geschlossener Bebauung                                                                                               | Konstantinstraße 4 (Karte)             | 1906 (Mietshaus)                                                                   | ehemals mit Laden, Putzfassade, Erdgeschoss in Kunststein, Seitenrisalit mit Giebel, Reformstil-Architektur, baugeschichtlich von Bedeutung | 09293584 |
|                                         | Mietshaus in geschlossener Bebauung und in Ecklage                                                                                | Konstantinstraße 6 (Karte)             | 1887 (Mietshaus)                                                                   | mit Eckladen, historisierende Klinkerfassade mit Eckerker, Stuck im Eingangsbereich, baugeschichtlich von Bedeutung | 09293585 |
|                                         | Mietshaus in geschlossener Bebauung                                                                                               | Konstantinstraße 8 (Karte)             | 1887 (Mietshaus)                                                                   | Klinkerfassade mit Sandsteingliederung, Stuckreste im Eingangsbereich, baugeschichtlich von Bedeutung | 09293586 |
|                                         | Mietshaus in geschlossener Bebauung                                                                                               | Konstantinstraße 10 (Karte)            | 1887 (Mietshaus)                                                                   | Klinkerfassade mit Sandsteingliederung, baugeschichtlich von Bedeutung | 09293587 |
|                                         | Mietshaus in geschlossener Bebauung (bauliche Einheit mit Nr. 14 und 16)                                                          | Konstantinstraße 12 (Karte)            | 1887 (Mietshaus)                                                                   | ehemals mit Laden, Klinkerfassade, Veranden mit gusseisernen Säulen auf der Rückfront, baugeschichtlich von Bedeutung | 09293588 |
|                                         | Mietshaus in geschlossener Bebauung (bauliche Einheit mit Nr. 12 und 16)                                                          | Konstantinstraße 14 (Karte)            | 1887 (Mietshaus)                                                                   | ehemals mit Laden, Klinkerfassade, Stuckreste im Eingangsbereich, baugeschichtlich von Bedeutung | 09293589 |
|                                         | Mietshaus in halboffener Bebauung (bauliche Einheit mit Nr. 12 und 14) und Hinterhaus                                             | Konstantinstraße 16 (Karte)            | 1887 (Mietshaus)                                                                   | mit Tordurchfahrt, Klinkerfassade, baugeschichtlich von Bedeutung | 09293590 |
|                                         | Mietshaus in geschlossener Bebauung                                                                                               | Lilienstraße 1 (Karte)                 | 1895 (Mietshaus)                                                                   | Klinkerfassade, baugeschichtlich von Bedeutung | 09293729 |
|                                         | Postgebäude | Lilienstraße 3 (Karte)                 | 1922 (Post)                                                                        | Putzfassade im Art-Déco-Stil mit bauplastischem Schmuck, Schalterhallen unverändert zur Zeit der Erfassung, baugeschichtlich und ortsgeschichtlich von Bedeutung | 09293730 |
|                                         | Mietshaus in geschlossener Bebauung und in Ecklage                                                                                | Lilienstraße 14 (Karte)                | 1898 (Mietshaus)                                                                   | mit Eckladen, Klinkerfassade mit Eckerker, baugeschichtlich von Bedeutung | 09293815 |
|                                         | Mietshaus in geschlossener Bebauung                                                                                               | Lilienstraße 16 (Karte)                | 1898 (Mietshaus)                                                                   | Klinkerfassade, geätzte Treppenhausfenster, Schablonenmalerei im Treppenhaus 1930er Jahre, baugeschichtlich von Bedeutung | 09293816 |
|                                         | Mietshaus (mit zwei Hausnummern) in geschlossener Bebauung in Ecklage                                                             | Lilienstraße 17; 17b (Karte)           | 1898 (Mietshaus)                                                                   | Klinkerfassade mit Eckererker, Stuck und Holzpaneele im Eingangsbereich, baugeschichtlich von Bedeutung | 09293731 |
|                                         | Mietshaus in geschlossener Bebauung                                                                                               | Lilienstraße 18 (Karte)                | 1903 (Mietshaus)                                                                   | mit Tordurchfahrt und mit Laden, Klinker-Putz-Fassade mit Erker, originale Ladenfront, baugeschichtlich von Bedeutung | 09293817 |
|                                         | Mietshaus in geschlossener Bebauung                                                                                               | Lilienstraße 19 (Karte)                | 1890er Jahre (Mietshaus)                                                           | Klinkerfassade, baugeschichtlich von Bedeutung | 09293732 |
|                                         | Mietshaus in geschlossener Bebauung                                                                                               | Lilienstraße 20 (Karte)                | um 1900 (Mietshaus)                                                                | mit Tordurchfahrt, mit Laden, Klinkerfassade mit Erker, Stuck in der Tordurchfahrt, baugeschichtlich von Bedeutung | 09293818 |
|                                         | Mietshaus in geschlossener Bebauung und Fabrikgebäude im Hof                                                                      | Lilienstraße 21 (Karte)                | 1899 (Mietshaus)                                                                   | Vorderhaus Klinker-Putz-Fassade mit Erker, bleiverglaste Treppenhausfenster, Hofgebäude Klinkerfassade, baugeschichtlich von Bedeutung | 09293733 |
|                                         | Mietshaus in geschlossener Bebauung                                                                                               | Lilienstraße 22 (Karte)                | bezeichnet 1903 (Mietshaus)                                                        | mit Tordurchfahrt, mit Laden, Putz-Klinker-Fassade mit Erker, geätzte Jugendstilverglasung im Treppenhaus, baugeschichtlich von Bedeutung | 09293734 |
|                                         | Mietshaus in geschlossener Bebauung und Fabrikgebäude im Hof                                                                      | Lilienstraße 23 (Karte)                | 1899 (Mietshaus)                                                                   | Vorderhaus mit Tordurchfahrt und mit Laden, Klinkerfassade, baugeschichtlich von Bedeutung | 09293735 |
|                                         | Mietshaus in geschlossener Bebauung                                                                                               | Lilienstraße 24 (Karte)                | 1903 (Mietshaus)                                                                   | mit Laden, Klinkerfassade, Ladenfront original, Stuck im Eingangsbereich, baugeschichtlich von Bedeutung | 09293736 |
|                                         | Mietshaus in geschlossener Bebauung                                                                                               | Lilienstraße 25 (Karte)                | 1903 (Mietshaus)                                                                   | mit Tordurchfahrt, Klinkerfassade, Holzpaneele in der Tordurchfahrt, baugeschichtlich von Bedeutung | 09293737 |
|                                         | Mietshaus (mit zwei Hausnummern) in geschlossener Bebauung und Hinterhaus                                                         | Lilienstraße 26; 28 (Karte)            | 1906 (Mietshaus)                                                                   | Vorderhaus mit Tordurchfahrt, mit Laden, Klinkerfassade, bleiverglaste Treppenhausfenster, alte Werbeschriften am Laden, baugeschichtlich von Bedeutung | 09293738 |
|                                         | Mietshaus in ehemals geschlossener Bebauung und in Ecklage                                                                        | Lilienstraße 27 (Karte)                | 1902 (Mietshaus)                                                                   | Gaststätte im Erdgeschoss, Putzfassade mit Eckerker, baugeschichtlich von Bedeutung | 09293739 |
|                                         | Mietshaus in geschlossener Bebauung                                                                                               | Lilienstraße 30 (Karte)                | 1892 (Mietshaus)                                                                   | mit Tordurchfahrt und mit Laden, Putzfassade, baugeschichtlich von Bedeutung | 09293740 |
|                                         | Mietshaus in geschlossener Bebauung                                                                                               | Lilienstraße 32 (Karte)                | 1898 (Mietshaus)                                                                   | mit Tordurchfahrt, mit Laden, Putzfassade, geätzte Treppenhausfenster, baugeschichtlich von Bedeutung | 09293741 |
|                                         | Mietshaus in geschlossener Bebauung                                                                                               | Lilienstraße 34 (Karte)                | 1891 (Mietshaus)                                                                   | mit Tordurchfahrt, Putzfassade, Stuck in der Tordurchfahrt, baugeschichtlich von Bedeutung | 09293742 |
|                                         | Mietshaus in geschlossener Bebauung                                                                                               | Lilienstraße 35 (Karte)                | 1891 (Mietshaus)                                                                   | mit Tordurchfahrt, Putzfassade, geätzte Treppenhausfenster, baugeschichtlich von Bedeutung | 09293743 |
|                                         | Mietshaus in geschlossener Bebauung                                                                                               | Lilienstraße 36 (Karte)                | 1891 (Mietshaus)                                                                   | mit Tordurchfahrt, ehemals mit Laden, Putzfassade, baugeschichtlich von Bedeutung | 09293744 |
|                                         | Mietshaus in geschlossener Bebauung                                                                                               | Lilienstraße 37 (Karte)                | 1890 (Mietshaus)                                                                   | mit Tordurchfahrt, mit Laden, Putzfassade, geätzte Treppenhausfenster, baugeschichtlich von Bedeutung | 09293745 |
| Direkt Bild zu diesem Denkmal hochladen | Handschwengelpumpe mit Brunnenschacht und Abdeckplatte                                                                            | Ludwig-Erhard-Straße (Karte)           |                                                                                    | | 09294862 |
| Weitere Bilder                          | Handschwengelpumpe mit Brunnenschacht und Abdeckplatte                                                                            | Ludwigstraße (Karte)                   | 1903 (Handschwengelpumpe)                                                          | Typ Delphin, gegenüber Ludwigstraße 20, ortsgeschichtlich von Bedeutung | 09293347 |
|                                         | Mietshaus in ehemals geschlossener Bebauung                                                                                       | Ludwigstraße 2 (Karte)                 | 1896 (Mietshaus)                                                                   | mit Tordurchfahrt, mit Laden, Klinkerfassade mit Sandsteingliederung, baugeschichtlich von Bedeutung | 09293311 |
|                                         | Mietshaus in geschlossener Bebauung, mit Werkstattgebäude und Remisengebäude im Hof                                               | Ludwigstraße 7 (Karte)                 | um 1895 (Mietshaus)                                                                | Vorderhaus mit Tordurchfahrt, Klinkerfassade, Stuckkehle und Windfangtür im Eingangsbereich, baugeschichtlich von Bedeutung | 09294936 |
|                                         | Mietshaus in geschlossener Bebauung                                                                                               | Ludwigstraße 9 (Karte)                 | 1895 (Mietshaus)                                                                   | Klinkerfassade, baugeschichtlich von Bedeutung | 09293312 |
|                                         | Mietshaus in geschlossener Bebauung                                                                                               | Ludwigstraße 10 (Karte)                | 1898 (Mietshaus)                                                                   | Klinkerfassade, baugeschichtlich von Bedeutung | 09293313 |
|                                         | Mietshaus in geschlossener Bebauung                                                                                               | Ludwigstraße 11 (Karte)                | 1898 (Mietshaus)                                                                   | Klinkerfassade, Treppenhausfenster mit Resten geätzter Verglasung, baugeschichtlich von Bedeutung | 09293314 |
|                                         | Mietshaus in geschlossener Bebauung                                                                                               | Ludwigstraße 12 (Karte)                | 1895/1900 (Mietshaus)                                                              | mit Laden, Klinkerfassade, Ladenfront original, baugeschichtlich von Bedeutung | 09293315 |
|                                         | Mietshaus (Anschrift: Einertstraße 4 und Ludwigstraße 12b) in halboffener Bebauung und in Ecklage, ehemals mit Postamt            | Ludwigstraße 12b (Karte)               | um 1895 (Mietshaus)                                                                | Klinkerfassade mit zwei Erkern, geätzte Treppenhausfenster, baugeschichtlich von Bedeutung | 09293316 |
|                                         | Mietshaus in geschlossener Bebauung                                                                                               | Ludwigstraße 13 (Karte)                | 1898 (Mietshaus)                                                                   | Klinkerfassade, Treppenhausfenster mit Resten geätzter Verglasung, gründerzeitlicher Prachtbau im geschlossenen Straßenzug, Dokument der Ortserweiterung, baugeschichtlich von Bedeutung | 09293317 |
|                                         | Mietshaus in halboffener Bebauung                                                                                                 | Ludwigstraße 14 (Karte)                | 1899 (Mietshaus)                                                                   | Klinkerfassade, Stuck im Eingangsbereich, baugeschichtlich von Bedeutung | 09293318 |
|                                         | Mietshaus in geschlossener Bebauung                                                                                               | Ludwigstraße 15 (Karte)                | 1898 (Mietshaus)                                                                   | Klinkerfassade, geätzte Treppenhausfenster, baugeschichtlich von Bedeutung | 09293319 |
|                                         | Mietshaus in geschlossener Bebauung                                                                                               | Ludwigstraße 16 (Karte)                | 1898 (Mietshaus)                                                                   | mit Laden, Klinkerfassade, Stuck und Wandbilder im Eingangsbereich, baugeschichtlich von Bedeutung | 09293320 |
|                                         | Mietshaus in geschlossener Bebauung                                                                                               | Ludwigstraße 18 (Karte)                | 1898 (Mietshaus)                                                                   | Klinkerfassade, Holzpaneele und Stuck im Eingangsbereich, baugeschichtlich von Bedeutung | 09293321 |
|                                         | Mietshaus in geschlossener Bebauung und in Ecklage                                                                                | Ludwigstraße 20 (Karte)                | 1899 (Mietshaus)                                                                   | mit Eckladen, Klinkerfassade, Stuck und Holzpaneele im Eingangsbereich, baugeschichtlich von Bedeutung | 09293322 |
|                                         | Doppelmietshaus in geschlossener Bebauung                                                                                         | Ludwigstraße 29; 31 (Karte)            | 1869 (Doppelmietshaus)                                                             | Putzfassade, von klassizistischer Wirkung, baugeschichtlich von Bedeutung | 09293324 |
|                                         | Mietshaus in ehemals geschlossener Bebauung                                                                                       | Ludwigstraße 30 (Karte)                | 1898 (Mietshaus)                                                                   | mit Tordurchfahrt und mit Laden, Putzfassade mit Erker, Stuckreste in der Tordurchfahrt, baugeschichtlich von Bedeutung | 09293325 |
|                                         | Mietshaus in geschlossener Bebauung                                                                                               | Ludwigstraße 34 (Karte)                | um 1880 (Mietshaus)                                                                | Putzfassade, Haustür mit geätztem Oberlicht, baugeschichtlich von Bedeutung | 09293327 |
|                                         | Doppelmietshaus in geschlossener Bebauung, sowie Hofpflasterung                                                                   | Ludwigstraße 36; 38 (Karte)            | 1887–1888 (Doppelmietshaus)                                                        | mit Tordurchfahrt, ehemals Wohn- und Geschäftshaus, Putzfassade, Treppenhausfenster mit Resten geätzter Verglasung, baugeschichtlich von Bedeutung Der Bauantrag für das heute seiner Fassadenzier weitgehend beraubte Doppelhaus wurde 1887/1888 von Frau Eleonore verw. Kommissionsrat Henze gestellt, für Entwurf und Ausführung zeichnete Maurermeister Hermann Stichel verantwortlich. Auf den Plänen eingetragen ist „Fabrik- und Wohngebäude“. Hinter einem schmalen Hofraum führen einige Treppenstufen in eine weiträumige Gartenanlage mit Springbrunnen und Gartenhaus sowie einem Gewächshaus. Über einem Bruchsteinsockel eine Putzfassade mit genutetem Erdgeschoss und Sandstein-Stuck-Dekor in den Obergeschossen. Besondere Akzentuierung erfuhren die beiden nur wenig aus der Bauflucht vortretenden Seitenrisalite, insbesondere die zwei Achsen über der Tordurchfahrt. Von Interesse die Aufteilung der Geschäftsetage, in der die einzelnen Räume über den Mittelflur zugänglich waren: Büro, Warteraum, Privatkontor (Doppelzimmer), Handlager, Packstube und Lagerräume. Aus den Bauakten sind die Gewerbe Druckerei und Buchbinderei ablesbar, 1898 übernahm der Buchhändler Friedrich Arthur Henze das Grundstück (Henzes Verlag gegr. 1856). 1995–1997 Sanierung einschließlich der Veränderung der Grundrisse, später auch Abbruch des 1889 erbauten Remisengebäudes im Hof. Sanierung Nummer 38 im Jahr 2017. LfD/2006, 2017 | 09292759 |
|                                         | Mietshaus in ehemals geschlossener Bebauung                                                                                       | Ludwigstraße 40 (Karte)                | 1885 (Mietshaus)                                                                   | mit Tordurchfahrt, mit Laden, Putzfassade, originale Ladenfront, baugeschichtlich von Bedeutung | 09293328 |
|                                         | Mietshaus in geschlossener Bebauung, mit Hinterhaus und Hofpflasterung                                                            | Ludwigstraße 41 (Karte)                | 1874 (Mietshaus)                                                                   | Vorderhaus mit Tordurchfahrt, Putzfassade, von klassizistischer Wirkung, baugeschichtlich von Bedeutung | 09293329 |
|                                         | Mietshaus in geschlossener Bebauung, mit Hofpflasterung                                                                           | Ludwigstraße 43 (Karte)                | 1873 (Mietshaus)                                                                   | Putzfassade, von klassizistischer Wirkung, baugeschichtlich von Bedeutung | 09293330 |
|                                         | Mietshaus in geschlossener Bebauung und Hofpflasterung                                                                            | Ludwigstraße 45 (Karte)                | 1873 (Mietshaus)                                                                   | Putzfassade, von klassizistischer Wirkung, Haustür mit farbig verglastem Oberlicht, baugeschichtlich von Bedeutung | 09293331 |
|                                         | Mietshaus in ehemals geschlossener Bebauung                                                                                       | Ludwigstraße 46 (Karte)                | um 1875 (Mietshaus)                                                                | Putzfassade, Stuck im Hausflur, baugeschichtlich von Bedeutung | 09229350 |
|                                         | Mietshaus in geschlossener Bebauung                                                                                               | Ludwigstraße 48 (Karte)                | um 1880 (Mietshaus)                                                                | mit Hausdurchgang, historisierende Putzfassade, die sächsische Mundartdichterin Lene Voigt (1891–1962, geboren als Helene Wagner) verbrachte im Haus ihre ersten drei Lebensjahre, personengeschichtlich und baugeschichtlich von Bedeutung | 09229349 |
|                                         | Mietshaus in geschlossener Bebauung                                                                                               | Ludwigstraße 50 (Karte)                | 1881 (Mietshaus)                                                                   | mit Hausdurchgang, historisierende Putzfassade, baugeschichtlich von Bedeutung | 09293332 |
|                                         | Mietshaus in geschlossener Bebauung                                                                                               | Ludwigstraße 51 (Karte)                | 1889 (Mietshaus)                                                                   | mit Hausdurchgang, ehemals mit Laden, Putzfassade, von klassizistischer Wirkung, baugeschichtlich von Bedeutung | 09293333 |
|                                         | Mietshaus in geschlossener Bebauung                                                                                               | Ludwigstraße 54 (Karte)                | 1886 (Mietshaus)                                                                   | mit Tordurchfahrt, Putzfassade mit Sandsteingliederung, baugeschichtlich von Bedeutung | 09293334 |
|                                         | Mietshaus in geschlossener Bebauung                                                                                               | Ludwigstraße 55 (Karte)                | 1882 (Mietshaus)                                                                   | mit Tordurchfahrt, ehemals mit Laden, Putzfassade, baugeschichtlich von Bedeutung | 09293335 |
|                                         | Mietshaus in geschlossener Bebauung                                                                                               | Ludwigstraße 56 (Karte)                | 1886 (Mietshaus)                                                                   | mit Hausdurchgang, Putzfassade mit Sandsteingliederung, baugeschichtlich von Bedeutung | 09293336 |
|                                         | Mietshaus in ehemals geschlossener Bebauung                                                                                       | Ludwigstraße 57 (Karte)                | 1874 (Mietshaus)                                                                   | mit Hausdurchgang, Putzfassade, baugeschichtlich bedeutsam als Zeugnis der gründerzeitlichen Stadtentwicklung | 09293337 |
|                                         | Mietshaus in geschlossener Bebauung und Hofgebäude                                                                                | Ludwigstraße 58 (Karte)                | 1886 (Mietshaus)                                                                   | Vorderhaus mit Tordurchfahrt, Putzfassade mit Sandsteingliederung, baugeschichtlich von Bedeutung | 09293338 |
|                                         | Mietshaus in geschlossener Bebauung                                                                                               | Ludwigstraße 60 (Karte)                | 1887 (Mietshaus)                                                                   | mit Hausdurchgang, historisierende Putzfassade, baugeschichtlich von Bedeutung | 09293339 |
|                                         | Mietshaus in geschlossener Bebauung                                                                                               | Ludwigstraße 62 (Karte)                | 1903 (Mietshaus)                                                                   | mit Tordurchfahrt, mit Laden, Klinkerfassade, Ladenfront original, baugeschichtlich von Bedeutung | 09293341 |
|                                         | Mietshaus in geschlossener Bebauung                                                                                               | Ludwigstraße 67 (Karte)                | 1874 (Mietshaus)                                                                   | mit Hausdurchgang, Putzfassade, von klassizistischer Wirkung, Haustür mit farbig verglastem Oberlicht, baugeschichtlich von Bedeutung | 09293342 |
|                                         | Mietshaus in geschlossener Bebauung                                                                                               | Ludwigstraße 73 (Karte)                | 1880 (Mietshaus)                                                                   | mit Tordurchfahrt, zeittypische Putzfassade, Art-déco-Schablonenmalerei im Innern, baugeschichtlich von Bedeutung | 09293343 |
|                                         | Mietshaus in geschlossener Bebauung                                                                                               | Ludwigstraße 75 (Karte)                | 1882 (Mietshaus)                                                                   | mit Hausdurchgang, Putzfassade, baugeschichtlich von Bedeutung | 09293344 |
|                                         | Mietshaus in geschlossener Bebauung                                                                                               | Ludwigstraße 77 (Karte)                | 1885 (Mietshaus)                                                                   | mit Tordurchfahrt, mit Laden, Putz-Klinker-Fassade, Umgestaltung zwischen 1920 und 1940, baugeschichtlich von Bedeutung | 09293345 |
|                                         | Mietshaus in geschlossener Bebauung und in Ecklage                                                                                | Ludwigstraße 79 (Karte)                | 1889 (Mietshaus)                                                                   | mit Läden, Klinkerfassade mit Eckerker, geätzte Treppenhausfenster, baugeschichtlich von Bedeutung | 09293346 |
|                                         | Mietshaus in ehemals geschlossener Bebauung                                                                                       | Lutherstraße 2 (Karte)                 | 1888 (Mietshaus)                                                                   | mit Tordurchfahrt, historisierende Putzfassade, baugeschichtlich bedeutsam, Zeugnis der östlichen Stadterweiterung | 09293551 |
|                                         | Mietshaus in halboffener Bebauung und in Ecklage                                                                                  | Lutherstraße 24 (Karte)                | 1906 (Mietshaus)                                                                   | Putzfassade mit Erkern und Balkons, Putzrelief im Treppenhaus, Reformstil-Architektur, baugeschichtlich von Bedeutung | 09293553 |
|                                         | Mietshaus in offener Bebauung | Lutherstraße 26 (Karte)                | 1907 (Mietshaus)                                                                   | Putzfassade mit zwei Erkern, Reformstil-Architektur, baugeschichtlich von Bedeutung | 09293554 |
|                                         | Mietshaus in halboffener Bebauung und in Ecklage                                                                                  | Marcusgasse 2 (Karte)                  | um 1904 (Mietshaus)                                                                | mit Eckladen, Putzfassade, Wohnungstüren mit Jugendstilsupraporten, bleiverglaste Treppenhausfenster, baugeschichtlich von Bedeutung | 09263724 |
|                                         | Mietshaus (Nr. 6) in ehemals geschlossener Bebauung und Werkstattgebäude (Nr. 4) im Hof                                           | Margaretenstraße 4; 6 (Karte)          | 1888 (Mietshaus), 1904–1912 Buchbinderei (Werkstatt)                               | Vorderhaus mit Tordurchfahrt, Klinkerfassade, geätzte Treppenhausfenster, zwei Hinterhäuser 2003 abgebrochen, ehemaliges Buchbinderei-Gebäude in rückwärtiger Lage (heute Nummer 4), baugeschichtlich von Bedeutung | 09293555 |
|                                         | Mietshaus in geschlossener Bebauung und in Ecklage                                                                                | Margaretenstraße 8 (Karte)             | um 1890 (Mietshaus)                                                                | mit Laden, historisierende Putzfassade mit Balkons, baugeschichtlich von Bedeutung | 09293558 |
|                                         | Handschwengelpumpe mit Brunnenschacht und Abdeckplatte                                                                            | Mariannenstraße (Karte)                | 1903 (Handschwengelpumpe)                                                          | Typ Delphin, ortsgeschichtlich von Bedeutung | 09293310 |
|                                         | Mietshaus in geschlossener Bebauung                                                                                               | Mariannenstraße 2 (Karte)              | 1899 (Mietshaus)                                                                   | Klinkerfassade, baugeschichtlich von Bedeutung | 09293275 |
|                                         | Mietshaus in halboffener Bebauung und in Ecklage                                                                                  | Mariannenstraße 3 (Karte)              | 1902 (Mietshaus)                                                                   | Klinkerfassade mit Erkern und Balkons, eisernes Gitter zum Keller, baugeschichtlich von Bedeutung | 09293276 |
|                                         | Mietshaus in halboffener Bebauung                                                                                                 | Mariannenstraße 4 (Karte)              | 1902 (Mietshaus)                                                                   | Klinkerfassade, Stuck im Eingangsbereich, baugeschichtlich von Bedeutung | 09293277 |
|                                         | Mietshaus in halboffener Bebauung und in Ecklage                                                                                  | Mariannenstraße 5 (Karte)              | 1902 (Mietshaus)                                                                   | Klinkerfassade mit Eckerker, Treppenhausfenster mit Resten farbiger Bleiverglasung, baugeschichtlich von Bedeutung | 09293278 |
|                                         | Mietshaus in geschlossener Bebauung                                                                                               | Mariannenstraße 7 (Karte)              | 1896 (Mietshaus)                                                                   | Klinkerfassade, Holzpaneele im Eingangsbereich, baugeschichtlich von Bedeutung | 09293279 |
|                                         | Mietshaus in geschlossener Bebauung                                                                                               | Mariannenstraße 9 (Karte)              | 1895/1900 (Mietshaus)                                                              | Klinkerfassade, Reste von Schablonenmalerei und geätzter Verglasung im Eingangsbereich, baugeschichtlich von Bedeutung | 09293280 |
|                                         | Mietshaus in geschlossener Bebauung                                                                                               | Mariannenstraße 11 (Karte)             | 1899 (Mietshaus)                                                                   | Klinkerfassade, geätzte Treppenhausfenster, baugeschichtlich von Bedeutung | 09293281 |
|                                         | Mietshaus in halboffener Bebauung                                                                                                 | Mariannenstraße 12 (Karte)             | 1900 (Mietshaus)                                                                   | Klinkerfassade, Treppenhausfenster mit Resten geätzter Verglasung, Stuck im Eingangsbereich, baugeschichtlich von Bedeutung | 09293282 |
|                                         | Mietshaus in geschlossener Bebauung                                                                                               | Mariannenstraße 13 (Karte)             | 1899 (Mietshaus)                                                                   | Klinkerfassade, geätzte Treppenhausfenster, baugeschichtlich von Bedeutung | 09293283 |
|                                         | Mietshaus in geschlossener Bebauung                                                                                               | Mariannenstraße 14 (Karte)             | 1897 (Mietshaus)                                                                   | Klinkerfassade, Treppenhausfenster mit Resten geätzter Verglasung, baugeschichtlich von Bedeutung | 09293284 |
|                                         | Mietshaus in geschlossener Bebauung                                                                                               | Mariannenstraße 16 (Karte)             | 1896 (Mietshaus)                                                                   | Klinkerfassade, Treppenhausfenster mit Resten geätzter Verglasung, baugeschichtlich von Bedeutung | 09293285 |
|                                         | Mietshaus in halboffener Bebauung und in Ecklage                                                                                  | Mariannenstraße 18 (Karte)             | 1900 (Mietshaus)                                                                   | mit Laden, Klinkerfassade mit Erkern, Holzpaneele und Stuck im Eingangsbereich, baugeschichtlich von Bedeutung | 09293286 |
|                                         | Mietshaus in geschlossener Bebauung                                                                                               | Mariannenstraße 19 (Karte)             | 1871 (Mietshaus)                                                                   | Putzfassade, von klassizistischer Wirkung, baugeschichtlich von Bedeutung | 09293287 |
|                                         | Mietshaus in ehemals geschlossener Bebauung und in Ecklage                                                                        | Mariannenstraße 20 (Karte)             | 1870 (Mietshaus)                                                                   | mit Laden, klassizistisch wirkende Putzfassade mit Sandsteingliederung, baugeschichtlich von Bedeutung | 09293288 |
|                                         | Mietshaus in ehemals geschlossener Bebauung                                                                                       | Mariannenstraße 22 (Karte)             | 1869 (Mietshaus)                                                                   | Putzfassade mit Sandsteingliederung, von klassizistischer Wirkung, baugeschichtlich von Bedeutung | 09293289 |
|                                         | Mietshaus in geschlossener Bebauung                                                                                               | Mariannenstraße 24 (Karte)             | 1869 (Mietshaus)                                                                   | Putzfassade mit Sandsteingliederung, von klassizistischer Wirkung, baugeschichtlich von Bedeutung | 09293290 |
|                                         | Mietshaus in ehemals geschlossener Bebauung                                                                                       | Mariannenstraße 34 (Karte)             | um 1880 (Mietshaus)                                                                | zeittypische Putzfassade, baugeschichtlich von Bedeutung | 09264339 |
|                                         | Mietshaus in ehemals geschlossener Bebauung                                                                                       | Mariannenstraße 38 (Karte)             | 1873 (Mietshaus)                                                                   | Putzfassade mit Sandsteingliederung | 09293292 |
|                                         | Mietshaus in geschlossener Bebauung mit Seitenflügel                                                                              | Mariannenstraße 40 (Karte)             | um 1880 (Mietshaus)                                                                | mit Hausdurchgang, klassizistisch wirkende Putzfassade, baugeschichtlich von Bedeutung | 09264317 |
|                                         | Mietshaus in geschlossener Bebauung                                                                                               | Mariannenstraße 43 (Karte)             | 1875 (Mietshaus)                                                                   | Putzfassade mit Lisenengliederung und dekorativen eisernen Mauerankern, Haustür mit geätztem Oberlicht, baugeschichtlich von Bedeutung | 09293294 |
|                                         | Mietshaus in geschlossener Bebauung                                                                                               | Mariannenstraße 45 (Karte)             | 1883 (Mietshaus)                                                                   | mit Hausdurchgang, Putzfassade mit Sandsteingliederung, baugeschichtlich von Bedeutung | 09293295 |
|                                         | Mietshaus in geschlossener Bebauung                                                                                               | Mariannenstraße 46 (Karte)             | vor 1878 (Mietshaus)                                                               | mit Hausdurchgang, klassizistisch wirkende Putzfassade mit Sandsteingliederung, baugeschichtlich von Bedeutung | 09293296 |
|                                         | Mietshaus in halboffener Bebauung                                                                                                 | Mariannenstraße 47 (Karte)             | 1874 (Mietshaus)                                                                   | Putzfassade, Haustür original, baugeschichtlich von Bedeutung | 09293297 |
|                                         | Mietshaus in geschlossener Bebauung in Ecklage                                                                                    | Mariannenstraße 48 (Karte)             | 1874 (Mietshaus)                                                                   | mit Läden, klassizistisch wirkende Putzfassade mit Sandsteingliederung, baugeschichtlich von Bedeutung | 09293298 |
|                                         | Mietshaus in geschlossener Bebauung                                                                                               | Mariannenstraße 51 (Karte)             | 1874 (Mietshaus)                                                                   | mit Hausdurchgang, Putzfassade, von klassizistischer Wirkung, baugeschichtlich von Bedeutung | 09293299 |
|                                         | Mietshaus in geschlossener Bebauung                                                                                               | Mariannenstraße 55 (Karte)             | 1874 (Mietshaus)                                                                   | Putzfassade, von klassizistischer Wirkung, baugeschichtlich von Bedeutung | 09293300 |
|                                         | Mietshaus in ehemals geschlossener Bebauung                                                                                       | Mariannenstraße 56 (Karte)             | um 1875 (Mietshaus)                                                                | mit Hausdurchgang, Putzfassade, von klassizistischer Wirkung, baugeschichtlich von Bedeutung | 09261016 |
|                                         | Mietshaus in geschlossener Bebauung                                                                                               | Mariannenstraße 58 (Karte)             | 1874 (Mietshaus)                                                                   | Putzfassade mit Sandsteingliederung, baugeschichtlich von Bedeutung | 09293301 |
|                                         | Mietshaus in geschlossener Bebauung                                                                                               | Mariannenstraße 61 (Karte)             | 1875 (Mietshaus)                                                                   | Putzfassade, von klassizistischer Wirkung, baugeschichtlich von Bedeutung | 09293302 |
|                                         | Mietshaus in geschlossener Bebauung, mit Werkstattgebäude im Hof                                                                  | Mariannenstraße 62 (Karte)             | 1875 (Mietshaus)                                                                   | klassizistisch wirkende Putzfassade, Schablonenmalerei der 1930er Jahre im Treppenhaus, baugeschichtlich von Bedeutung | 09293303 |
|                                         | Mietshaus in geschlossener Bebauung                                                                                               | Mariannenstraße 64 (Karte)             | 1879 (Mietshaus)                                                                   | Putzfassade mit Sandsteingliederung, baugeschichtlich von Bedeutung | 09293305 |
|                                         | Mietshaus in geschlossener Bebauung                                                                                               | Mariannenstraße 66 (Karte)             | 1880 (Wohnhaus)                                                                    | mit Tordurchfahrt, Putzfassade mit Sandsteingliederung, baugeschichtlich von Bedeutung | 09293306 |
|                                         | Mietshaus in ehemals geschlossener Bebauung                                                                                       | Mariannenstraße 68 (Karte)             | 1875 (Mietshaus)                                                                   | Putzfassade mit Sandsteingliederung, baugeschichtlich von Bedeutung | 09293307 |
|                                         | Mietshaus in ehemals geschlossener Bebauung                                                                                       | Mariannenstraße 71 (Karte)             | 1876 (Mietshaus)                                                                   | mit Tordurchfahrt, Putzfassade, originale Haustür, baugeschichtlich von Bedeutung | 09293308 |
|                                         | Mietshaus in ehemals geschlossener Bebauung                                                                                       | Mariannenstraße 72 (Karte)             | 1891 (Mietshaus)                                                                   | mit Tordurchfahrt, zweifarbige Klinkerfassade, baugeschichtlich von Bedeutung | 09293309 |
|                                         | Mietshaus in halboffener Bebauung und in Ecklage                                                                                  | Meißner Straße 2 (Karte)               | 1902 (Mietshaus)                                                                   | Klinkerfassade mit Eckerker, Stuck und Holzpaneele im Eingangsbereich, baugeschichtlich von Bedeutung | 09293510 |
|                                         | Mietshaus in geschlossener Bebauung                                                                                               | Meißner Straße 3 (Karte)               | 1903 (Mietshaus)                                                                   | Klinkerfassade, Stuck und Holzpaneele im Eingangsbereich, baugeschichtlich von Bedeutung | 09293511 |
|                                         | Mietshaus in geschlossener Bebauung                                                                                               | Meißner Straße 4 (Karte)               | 1905 (Mietshaus)                                                                   | Klinkerfassade, Stuck und Holzpaneele im Eingangsbereich, baugeschichtlich von Bedeutung | 09293512 |
|                                         | Mietshaus in geschlossener Bebauung                                                                                               | Meißner Straße 5 (Karte)               | 1902 (Mietshaus)                                                                   | Klinkerfassade, Stuck und Holzpaneele im Eingangsbereich, baugeschichtlich von Bedeutung | 09293513 |
|                                         | Mietshaus in geschlossener Bebauung                                                                                               | Meißner Straße 6 (Karte)               | 1902 (Mietshaus)                                                                   | Klinkerfassade, Reste originaler Ausmalung, baugeschichtlich von Bedeutung | 09293514 |
|                                         | Mietshaus in geschlossener Bebauung                                                                                               | Meißner Straße 8 (Karte)               | 1902 (Mietshaus)                                                                   | Klinkerfassade, Holzpaneele im Eingangsbereich, baugeschichtlich von Bedeutung | 09293515 |
|                                         | Mietshaus in geschlossener Bebauung                                                                                               | Meißner Straße 9 (Karte)               | 1872 (Mietshaus)                                                                   | mit Laden, Putzfassade, von klassizistischer Wirkung, Ladenfront original, baugeschichtlich von Bedeutung | 09293516 |
|                                         | Mietshaus in geschlossener Bebauung                                                                                               | Meißner Straße 10 (Karte)              | um 1900 (Mietshaus)                                                                | Klinkerfassade, Fußbodenkacheln im Eingangsbereich, baugeschichtlich von Bedeutung | 09293517 |
|                                         | Mietshaus in geschlossener Bebauung                                                                                               | Meißner Straße 11 (Karte)              | um 1870 (Mietshaus)                                                                | Putzfassade, von klassizistischer Wirkung, baugeschichtlich von Bedeutung | 09264194 |
|                                         | Mietshaus in geschlossener Bebauung (bauliche Einheit mit Nr. 14)                                                                 | Meißner Straße 12 (Karte)              | 1872 (Mietshaus)                                                                   | Putzfassade mit Putznutung, baugeschichtlich von Bedeutung | 09293518 |
|                                         | Mietshaus in geschlossener Bebauung                                                                                               | Meißner Straße 13 (Karte)              | 1873 (Mietshaus)                                                                   | Putzfassade, von klassizistischer Wirkung, baugeschichtlich von Bedeutung | 09262309 |
|                                         | Mietshaus in geschlossener Bebauung (bauliche Einheit mit Nr. 12)                                                                 | Meißner Straße 14 (Karte)              | 1872 (Mietshaus)                                                                   | Putzfassade mit Putznutung, baugeschichtlich von Bedeutung | 09293519 |
|                                         | Mietshaus in geschlossener Bebauung                                                                                               | Meißner Straße 31 (Karte)              | 1885/1886 (Mietshaus)                                                              | mit Tordurchfahrt, Putzfassade, ehemals zweistöckiges Werkstattgebäude im Hof, Stuck und Holzpaneele in der Tordurchfahrt, baugeschichtlich von Bedeutung | 09293521 |
|                                         | Mietshaus in halboffener Bebauung                                                                                                 | Meißner Straße 33 (Karte)              | um 1880 (Mietshaus)                                                                | mit Tordurchfahrt, Putzfassade, von klassizistischer Wirkung, Treppenhausausmalung erhalten, baugeschichtlich von Bedeutung | 09292754 |
|                                         | Mietshaus in geschlossener Bebauung                                                                                               | Meißner Straße 36 (Karte)              | 1875 (Mietshaus)                                                                   | ehemals mit Laden, zeittypische Putzfassade, baugeschichtlich von Bedeutung | 09293524 |
|                                         | Mietshaus in geschlossener Bebauung und in Ecklage                                                                                | Meißner Straße 38 (Karte)              | 1880er Jahre (Mietshaus)                                                           | mit Läden, Putzfassade, baugeschichtlich von Bedeutung | 09293525 |
|                                         | Mietshaus in ehemals geschlossener Bebauung                                                                                       | Meißner Straße 56 (Karte)              | 1884 (Mietshaus)                                                                   | mit Hausdurchgang, historisierende Putzfassade, baugeschichtlich von Bedeutung | 09293530 |
|                                         | Mietshaus in geschlossener Bebauung                                                                                               | Meißner Straße 58 (Karte)              | 1882 (Mietshaus)                                                                   | mit Hausdurchgang, ehemals mit Laden mit originaler Front, Putzfassade mit Sandsteingliederung, baugeschichtlich von Bedeutung | 09293531 |
|                                         | Mietshaus in geschlossener Bebauung                                                                                               | Meißner Straße 60 (Karte)              | 1886 (Mietshaus)                                                                   | mit Hausdurchgang, Putzfassade mit Sandsteingliederung, baugeschichtlich von Bedeutung | 09293532 |
|                                         | Mietshaus in geschlossener Bebauung                                                                                               | Meißner Straße 62 (Karte)              | 1886 (Mietshaus)                                                                   | mit Tordurchfahrt, Putzfassade mit Sandsteingliederung, baugeschichtlich von Bedeutung | 09293533 |
|                                         | Mietshaus in geschlossener Bebauung und in Ecklage                                                                                | Meißner Straße 64 (Karte)              | 1893 (Mietshaus)                                                                   | mit Eckladen, Putzfassade mit Balkons, baugeschichtlich von Bedeutung | 09293534 |
|                                         | Denkmal für die Gefallenen des Ersten Weltkrieges                                                                                 | Neustädter Markt (Karte)               | 1926 (Gefallenendenkmal)                                                           | ortsgeschichtlich und künstlerisch von Bedeutung, von Kunstbildhauer Kurt Günther | 09293508 |
|                                         | Kandelaber vor dem Haupteingang zur Heilig-Kreuz-Kirche                                                                           | Neustädter Markt (Karte)               | 1894 (Kandelaber)                                                                  | Dokument der technischen Infrastruktur der Stadt, Zeugnis der historischen Gasbeleuchtung, technikgeschichtlich von Bedeutung | 09293505 |
|                                         | Handschwengelpumpe mit Brunnenschacht und Abdeckplatte                                                                            | Neustädter Markt (Karte)               | vor 1890 (Handschwengelpumpe)                                                      | in Nähe der Kirche, Typ Kleiner Löwe (Wasserpumpe abgebaut 12/1995), ortsgeschichtlich von Bedeutung | 09294888 |
|                                         | Kirchplatz | Neustädter Markt (Karte)               | 1893/94 (Bau der Kirche)                                                           | gärtnerisch gestaltete Anlage des Platzes um die Kirche, mit Pflaster des Gehweges, Baumreihen, gartenhistorisch und ortsentwicklungsgeschichtlich von Bedeutung | 09260940 |
|                                         | Mietshaus in geschlossener Bebauung und in Ecklage                                                                                | Neustädter Markt 1 (Karte)             | um 1870 (Mietshaus)                                                                | Putzfassade, Haustür original mit Resten geätzter Verglasung im Oberlicht, baugeschichtlich von Bedeutung | 09291485 |
|                                         | Mietshaus in geschlossener Bebauung                                                                                               | Neustädter Markt 2 (Karte)             | 1874 (Mietshaus)                                                                   | mit Hausdurchgang, Putzfassade, baugeschichtlich von Bedeutung | 09293503 |
|                                         | Mietshaus in geschlossener Bebauung                                                                                               | Neustädter Markt 3 (Karte)             | 1874 (Mietshaus)                                                                   | mit Hausdurchgang, mit Laden, Putzfassade, baugeschichtlich von Bedeutung | 09293504 |
|                                         | Mietshaus in geschlossener Bebauung und in Ecklage                                                                                | Neustädter Markt 4 (Karte)             | um 1885 (Mietshaus)                                                                | mit Hausdurchgang, mit Eckladen, Putzfassade, baugeschichtlich von Bedeutung | 09260939 |
|                                         | Kirche mit Ausstattung | Neustädter Markt 8 (Karte)             | 1893–1894 (Kirche), 1914 (Triumphbogen), 1894 (Altar), 1894 (Kanzel), 1894 (Taufe) | Klinkerfassade, mit Südturm zur Hedwigstraße, im Rundbogenstil des 19. Jahrhunderts, kunsthistorisch und baugeschichtlich von Bedeutung | 09293509 |
|                                         | Schule, mit Einfriedung und Turnhalle an der Konstantinstraße                                                                     | Neustädter Straße 1 (Karte)            | 1883 (Berufsschule)                                                                | Klinkerfassade, gusseiserne Jugendstilwaschbecken im Gang, ortshistorisch und baugeschichtlich von Bedeutung | 09293544 |
|                                         | Mietshaus in halboffener Bebauung                                                                                                 | Neustädter Straße 9 (Karte)            | um 1900 (Mietshaus)                                                                | mit Laden, Klinkerfassade, baugeschichtlich von Bedeutung | 09294606 |
|                                         | Mietshaus in halboffener Bebauung und in Ecklage                                                                                  | Neustädter Straße 11 (Karte)           | 1900 (Mietshaus)                                                                   | mit Eckladen, Klinkerfassade, Treppenhausfenster mit Resten geätzter Verglasung, baugeschichtlich von Bedeutung | 09293535 |
|                                         | Mietshaus in halboffener Bebauung in Ecklage                                                                                      | Neustädter Straße 13 (Karte)           | 1902 (Mietshaus)                                                                   | mit Laden, Klinkerfassade mit Eckerker, bleiverglaste Treppenhausfenster, Laden ehemals mit originaler Ausstattung, baugeschichtlich von Bedeutung | 09293536 |
|                                         | Mietshaus in halboffener Bebauung und in Ecklage                                                                                  | Neustädter Straße 15 (Karte)           | 1902 (Mietshaus)                                                                   | Klinkerfassade mit Eckerker, Wand- und Deckenmalerei im Eingangsbereich – Landschaftsdarstellungen, Treppenhausfenster mit Resten farbiger Bleiverglasung, baugeschichtlich von Bedeutung | 09293537 |
|                                         | Mietshaus in halboffener Bebauung und in Ecklage                                                                                  | Neustädter Straße 17 (Karte)           | 1902 (Mietshaus)                                                                   | Klinkerfassade, Holzpaneele und Stuck im Eingangsbereich, baugeschichtlich von Bedeutung | 09293538 |
|                                         | Mietshaus in halboffener Bebauung und in Ecklage                                                                                  | Neustädter Straße 19 (Karte)           | 1900 (Mietshaus)                                                                   | mit Eckladen, Klinkerfassade mit Sandsteingliederung und Eckerker, Stuck im Eingangsbereich, baugeschichtlich von Bedeutung | 09293539 |
|                                         | Mietshaus in ehemals geschlossener Bebauung und in Ecklage                                                                        | Neustädter Straße 24 (Karte)           | 1866 (Mietshaus)                                                                   | mit Gaststätte, Putzfassade, Windfangtür, baugeschichtlich von Bedeutung | 09293540 |
|                                         | Mietshaus (mit zwei Hausteilen) in geschlossener Bebauung und in Ecklage                                                          | Neustädter Straße 30 (Karte)           | 1870 (Mietshaus)                                                                   | Putzfassade, von klassizistischer Wirkung, Haustür original, zwei Gebäude, baugeschichtlich von Bedeutung | 09293542 |
|                                         | Mietshaus in geschlossener Bebauung und in Ecklage                                                                                | Neustädter Straße 42 (Karte)           | 1882 (Mietshaus)                                                                   | ehemals mit Eckladen, Putzfassade, Treppenhausfenster mit Resten geätzter Verglasung, baugeschichtlich von Bedeutung | 09293543 |
| Direkt Bild zu diesem Denkmal hochladen | Handschwengelpumpen Leipzig (Sachgesamtheit); Handschwengelpumpe Nr. 141                                                          | Rabet (Karte)                          | vor 1890 (Handschwengelpumpe)                                                      | Handschwengelpumpe mit Brunnenschacht und Abdeckplatte; gegenüber Nr. 14, Typ Delphin, Dokumentationswert, ortsgeschichtlich von Bedeutung | 09294889 |
|                                         | Mietshaus in halboffener Bebauung                                                                                                 | Rabet 4 (Karte)                        | 1873 (Mietshaus)                                                                   | Putzfassade mit Sandsteingliederung, baugeschichtlich und ortsentwicklungsgeschichtlich von Bedeutung | 09293560 |
|                                         | Mietshaus in halboffener Bebauung und in Ecklage                                                                                  | Rabet 6 (Karte)                        | 1877 (Mietshaus)                                                                   | Putzfassade, im ersten Obergeschoss zwei Statuennischen, baugeschichtlich und ortsentwicklungsgeschichtlich von Bedeutung | 09293561 |
|                                         | Mietshaus in halboffener Bebauung und in Ecklage                                                                                  | Rabet 8 (Karte)                        | 1885 (Mietshaus)                                                                   | Putzfassade mit Sandsteingliederung, baugeschichtlich von Bedeutung | 09293562 |
|                                         | Mietshaus in geschlossener Bebauung                                                                                               | Rabet 10 (Karte)                       | 1880 (Mietshaus)                                                                   | ehemals mit Laden, zeittypische Putzfassade, fächerförmiges Oberlicht, baugeschichtlich von Bedeutung | 09293563 |
|                                         | Mietshaus in geschlossener Bebauung                                                                                               | Rabet 12 (Karte)                       | um 1870/1880 (Mietshaus)                                                           | mit Tordurchfahrt, mit Laden, Putzfassade mit aufwendiger Putzgliederung, baugeschichtlich von Bedeutung | 09293564 |
|                                         | Mietshaus in geschlossener Bebauung                                                                                               | Rabet 14 (Karte)                       | um 1870 (Mietshaus)                                                                | mit Tordurchfahrt, Putzfassade mit Putzgliederung, baugeschichtlich von Bedeutung | 09293565 |
|                                         | Mietshaus in geschlossener Bebauung                                                                                               | Rabet 16 (Karte)                       | um 1870 (Mietshaus)                                                                | mit Hausdurchgang, historisierende Putzfassade, Haustür mit Oberlicht, baugeschichtlich von Bedeutung | 09293566 |
|                                         | Mietshaus in geschlossener Bebauung                                                                                               | Rabet 18 (Karte)                       | um 1870 (Mietshaus)                                                                | mit Tordurchfahrt, Putzfassade, bleiverglaste Treppenhausfenster, baugeschichtlich von Bedeutung | 09293567 |
|                                         | Mietshaus in geschlossener Bebauung                                                                                               | Rabet 20 (Karte)                       | 1870er Jahre (Mietshaus)                                                           | Putzfassade mit Sandsteingliederung, baugeschichtlich von Bedeutung | 09293568 |
|                                         | Mietshaus in ehemals geschlossener Bebauung                                                                                       | Rabet 28 (Karte)                       | 1877 (Mietshaus)                                                                   | Putzfassade mit reicher Putzgliederung, bauhistorischer Wert | 09293570 |
| Direkt Bild zu diesem Denkmal hochladen | Mietshaus in geschlossener Bebauung                                                                                               | Rabet 30 (Karte)                       | 1877 (Mietshaus)                                                                   | mit Hausdurchgang, Putzfassade, baugeschichtlich von Bedeutung | 09293571 |
|                                         | Mietshaus in geschlossener Bebauung                                                                                               | Rabet 34 (Karte)                       | 1907 (Mietshaus)                                                                   | Putzfassade, baugeschichtlich von Bedeutung | 09293573 |
|                                         | Doppelmietshaus (mit Comeniusstraße 27) in geschlossener Bebauung                                                                 | Rabet 36 (Karte)                       | nach 1928 (Doppelmietshaus)                                                        | Putzfassade, baugeschichtlich von Bedeutung | 09293574 |
|                                         | Mietshaus in geschlossener Bebauung                                                                                               | Rabet 44 (Karte)                       | 1905 (Mietshaus)                                                                   | mit Tordurchfahrt und Läden, Putzfassade, Holzpaneele in der Tordurchfahrt, eine Ladenfront original, baugeschichtlich von Bedeutung | 09293575 |
|                                         | Mietshaus in geschlossener Bebauung                                                                                               | Rabet 46 (Karte)                       | 1904 (Mietshaus)                                                                   | mit Hausdurchgang, mit Laden, Klinkerfassade mit Sandsteingliederung, baugeschichtlich von Bedeutung | 09293576 |
|                                         | Fabrikgebäude im Hof | Rabet 50 (Karte)                       | 1906 (Fabrik)                                                                      | Klinkerfassade, ehemalige Handwagenfabrik, ortsgeschichtlich von Bedeutung | 09293577 |
|                                         | Schule (zwei aneinandergebaute Gebäude, Anschrift: Husemannstraße 2 und Reclamstraße 29)                                          | Reclamstraße 29 (Karte)                | um 1890 (Schule)                                                                   | Klinker-Putz-Fassade, baugeschichtlich und ortsgeschichtlich von Bedeutung | 09291132 |
|                                         | Mietshaus in ehemals geschlossener Bebauung und in Ecklage                                                                        | Reclamstraße 31 (Karte)                | 1887 (Mietshaus)                                                                   | mit Gaststätte und Läden, Klinkerfassade, Treppenhausfenster mit geätzter Verglasung, baugeschichtlich von Bedeutung | 09293591 |
| Direkt Bild zu diesem Denkmal hochladen | Fabrikgebäude in rückwärtiger Lage                                                                                                | Reclamstraße 42 (Karte)                | 1897 (Fabrik)                                                                      | Klinkerbau, baugeschichtlich und ortsgeschichtlich von Bedeutung | 09293592 |
|                                         | Mietshaus in geschlossener Bebauung und Werkstattgebäude im Hof                                                                   | Reclamstraße 46 (Karte)                | 1897 (Mietshaus)                                                                   | Klinkerfassaden, Holztäfelung im Eingangsbereich, baugeschichtlich von Bedeutung | 09293593 |
|                                         | Mietshaus in geschlossener Bebauung                                                                                               | Reclamstraße 48 (Karte)                | 1897 (Mietshaus)                                                                   | Klinkerfassade, Windfangtür mit geätzter Verglasung, Schablonenmalerei, baugeschichtlich von Bedeutung | 09293594 |
|                                         | Mietshaus in ehemals geschlossener Bebauung                                                                                       | Reclamstraße 49 (Karte)                | 1886 (Mietshaus)                                                                   | mit Tordurchfahrt, ehemals mit Laden, Putzfassade, Schablonenmalerei im Treppenhaus, baugeschichtlich von Bedeutung | 09293595 |
|                                         | Mietshaus in geschlossener Bebauung                                                                                               | Reclamstraße 50 (Karte)                | 1897 (Mietshaus)                                                                   | Klinkerfassade, Schablonenmalerei im Treppenhaus und Eingangsbereich, Windfangtür, baugeschichtlich von Bedeutung | 09293596 |
|                                         | Mietshaus in halboffener Bebauung                                                                                                 | Reclamstraße 52 (Karte)                | 1895 (Mietshaus)                                                                   | mit Tordurchfahrt, Klinkerfassade, Stuck und Holztäfelung im Eingangsbereich, Windfangtür, baugeschichtlich von Bedeutung | 09293597 |
|                                         | Handschwengelpumpe mit Brunnenschacht und Abdeckplatte                                                                            | Rosa-Luxemburg-Straße (Karte)          | 1900/1905 (Handschwengelpumpe)                                                     | | 09293498 |
|                                         | Gehwegpflaster in Sternform | Rosa-Luxemburg-Straße (Karte)          | um 1900 (Pflaster)                                                                 | an der Ecke Mariannenstraße, ortsentwicklungsgeschichtlich von Bedeutung | 09294954 |
|                                         | Mietshaus in geschlossener Bebauung und in Ecklage, mit Schaufenster des Musikhauses Tappert (Werbung)                            | Rosa-Luxemburg-Straße 36 (Karte)       | 1880–1881 (Mietshaus), um 1975, Schaufensterwerbung (Werbung)                      | mit Läden, Restaurant und ehemals Hofbebauung, Putzfassade mit Eckbetonung, ortshistorisch und baugeschichtlich von Bedeutung Zwei Entwürfe für prachtvolle Fassaden existieren in den Bauakten, zur Ausführung kam ein mit etwas verhaltenerem Dekor konzipierter Entwurf des Architekten Hugo Bechmann 1880 bis 1881 im Auftrag von Louis Eduard Booch. Zeitgleich entstand das Waschhaus im Hof. Im Eckgebäude mit seinen Aufse hen erheischenden Säulen- und Kolossalpilastern waren in den beiden mittleren Stockwerken je drei, im 3. Obergeschoss vier Wohnungen vorgesehen. Von jeher war das Erdgeschoss zuvorderst gewerblichen Einrichtungen vorbehalten. 1885 beispielsweise sind hier drei Läden und eine Restauration untergebracht. Der im Grundstück wohnende Gastwirt Friedrich Emil Meinhardt beauftragte Architekt Alfred Spaete 1912 mit dem Umbau des Restaurants nebst neuem Zugang sowie des ersten und zweiten Obergeschosses für eine Hotelnutzung, 1924 erfolgte ein nochmaliger Umbau der Ecke des Erdgeschosses. Seit den 1950er Jahren ist “Musik Tappert” bekannt als eines der profiliertesten Instrumenten- und Musikaliengeschäfte in Leipzig. Am 30. März 1962 ergeht Bauantrag zur Fassadenumgestaltung im Rahmen komplexer Instandsetzungsmaßnahmen, Investor ist das Hotel Meinhardt. Die in etwa umgesetzten Entwürfe zeichnete die Projektierungsgruppe Lippold der Stadtbezirksbauleitung beim Rat des Stadtbezirkes Leipzig-Mitte. Ab 2005 ist im weitgehend leerstehenden Gebäude eine Anlauf- und Beratungsstelle für Straßenkinder. Städtebaulich in exponierter Lage und als “Hotel Meinhardt” weit über Stadtgrenzen hinaus bekannt kommt dem durch die langjährige Vernachlässigung durch die LWB heruntergekommenen historistischen Gebäude eine hervorgehobene Bedeutung zu. Ungewöhnlich prachtvoll wirkt die breite verbrochene Ecke mit zwei großen gemauerten Säulen, die den Balkons einen Rahmen vorgeben. Erhalten geblieben sind bis heute zahlreiche originale Ausstattungsdetails wie Türen, Fenster, Deckenstuck und das interessante Holztreppenhaus sowie die originalen Schaufensterwerbungen des Musikhauses Tappert. Städtebaulich eindrücklicher Historismusbau mit großer baugeschichtlicher und ortsgeschichtlicher Bedeutung sowie Erinnerungswert. LfD/2012 | 09294934 |
|                                         | Mietshaus in geschlossener Bebauung                                                                                               | Rosa-Luxemburg-Straße 38 (Karte)       | 1880–1881 (Mietshaus)                                                              | mit Tordurchfahrt, mit Läden, Putzfassade, baugeschichtlich von Bedeutung Als erster ausgewiesener Bauplatz auf einem für November 1880 datierten Parzellierungsplan erscheint das Grundstück namhaft für August Friedrich Gesche. Der aus Lindenau gebürtige Restaurateur beantragt im Juni 1881 die Schlussprüfung für das viergeschossige Mietshaus, dessen Dachgeschoss ebenfalls von Anfang an ausgebaut wurde mit Mansarddach zur Straßenseite und bis zum flach geneigten Dach lotrecht durchgeführter Hoffassade. Von Interesse die Besitzerwechsel für das Grundstück: Maurermeister Herm. Eduard Keller (ab Herbst 1881), Emilie Wilhelmine vhl. Heinig (1882), Hermann Illge und Louis Kummer (1883), Kohlenhändler Franz Weißhahn (1883), Frau A. verwitwete Weißhahn, Karl Otto Bernhard Salzmann (1905), Gastwirt Friedrich Karl Künzler (1907). Abbruchantrag für die Hofgebäude 1968 durch Gertrud Koritzius geb. Künzler. Ein Sanierungs- und Umbauantrag für das “seit ca. acht Jahren leerstehende Gebäude” erging im Februar 1993 und nochmals im März 1994. Der klar und strenge Fassadenaufbau mit Rahmung durch zwei Seitenrisalite, einer Akzentuierung der Beletage und der vollständig zu Gewerbezwecken genutzten Front im Erdgeschoss zeigt ein Paradebeispiel historistischer Wohn- und Geschäftshausarchitektur im Deutschland der 1880er Jahre. Werbewirksam wird in das architektonische Formenvokabular für die Gliederung und Stuckdekoration der Fassadenfront gegriffen, mit dem ausgebauten und ehemals wohl schiefergedeckten Mansardgeschoss eine Überleitung zwischen viergeschossigen Wohnhäusern auf der einen und den über fünf Stockwerke reichenden Mietshäusern der sich Richtung Eisenbahnstraße anschließenden Bebauung geschaffen. Baugeschichtlich und städtebaulich an der Trennlinie zwischen vier- und fünfgeschossiger Mietshausarchitektur sowie gegenüber einem öffentlichen Schmuckplatz von Bedeutung. LfD/2012 | 09294935 |
|                                         | Mietshaus in ehemals geschlossener Bebauung                                                                                       | Rosa-Luxemburg-Straße 40 (Karte)       | 1881–1882 (Mietshaus)                                                              | mit Tordurchfahrt, mit Läden, Putzfassade, baugeschichtlich von Bedeutung Die Mietshausbebauung zwischen der heutigen Ludwig-Erhard-Straße und der Ecke zur Eisenbahnstraße entstand zwischen 1879 und 1893 und ist Zeugnis des enormen Wohnraumbedarfs in den Leipziger Vorstädten, zuvor wurde das Gebiet zwischen Ostvorstadt und Neuschönefeld durch Gartenbau- und Landwirtschafts- sowie Produktions- bzw. Werkstattbetriebe genutzt. Auf dem schmalen, aber tiefen Grundstück der heutigen Rosa-Luxemburg-Straße 40 ließ zunächst Gustav Wilhelm Beyrich in der Jahreswende 1880/1881 eine Schmiedewerkstatt mit Beschlagschuppen durch die Maurermeister Rößner und Brock errichten. Im Bau-Revisions-Protokoll vom 12. April 1881 wird der Schmied Carl Richard Meißner aus Reudnitz als Grundstückseigentümer genannt. Dieser hatte bereits zwei Monate zuvor den Architekten Hugo Beckmann mit der Errichtung eines Wohnhauses beauftragt. Das Baugesuch für ein Lagerhaus und ein Waschhaus auf dem Grundstück wurde Anfang Mai des gleichen Jahres eingereicht, im August folgten Pläne für ein Seitengebäude mit Stellmacherwerkstatt. Für das heute noch vorhandene und unter Denkmalschutz stehende Vorderwohngebäude wurde im Februar 1882 die Schlussabnahme vorgenommen. Über eine Durchfahrt erfolgt die Erschließung des gewerblich genutzten Grundstückes, im Erdgeschoss ist zudem ein Laden mit Ladenwohnung eingerichtet. In den Obergeschossen befinden sich je zwei Wohnungen, jeweils mit Korridor, zwei Stuben, zwei Kammern und Küche sowie AWC. Die Fassade ist hauptsächlich gegliedert durch zweiachsige Seitenrisalite und kräftige Gesimsprofile. Erst 1919/1920 kam auf dem Grundstück ein bereits 1912 genehmigter Pferdestall mit Wohnung zur Ausführung. Laut Grundbucheintrag vom 31.12.1924 ging das Grundstück von der Firma G. Michaelis OHG an Georg Gotthelf Michaelis und Edward Hermann Michaelis über. Hinzuweisen ist unbedingt auf die große Bekanntheit der Firma Gotthelf Michaelis & Co., genannt Michaelisbutter Leipzig. Im Juli 1959 werden Putzarbeiten am Mietshaus erwähnt, eine erste bezugsfertige Wohnung ist zum 8. Juni 1964 wiederhergestellt. Baugeschichtliche und ortsteilentwicklungsgeschichtliche Bedeutung. LfD/2011 | 09260271 |
|                                         | Mietshaus in ehemals geschlossener Bebauung und in Ecklage                                                                        | Rosa-Luxemburg-Straße 48 (Karte)       | 1886–1887 (Mietshaus)                                                              | Putzfassade mit Eckerker, Paneele und Deckenstuck im Eingangsbereich, baugeschichtlich von Bedeutung Namhaft ist Architekt Friedrich August Otto Lehmann als entwerfender Bauherr für das 1886–1887 errichtete repräsentative fünfgeschossige Mietshaus in exponierter Ecklage zur Lutherstraße, das auf einem vom Reudnitzer Gemeinderat verkauften Grundstück zur Ausführung kam. Im Erdgeschoss waren vorgesehen eine Wohnung, zwei Läden mit Wohnung sowie zwei einzelne Geschäftslokale, drei Wohnungen jeweils in den drei darüber liegenden Geschossen und gar vier Wohnungen im 4. Obergeschoss. Mehrfach wurde das Erdgeschoss mit seiner Ladenfront umgebaut, so u. a. 1909 für Besitzer Edmund William Kühne und im Zweiten Weltkrieg, als im Rahmen gestatteter Sofortmaßnahmen nach Beschädigungen durch den alliierten “Terrorangriff” vom 4. Dezember 1943 Läden bereits im Januar 1945 wieder genutzt werden konnten. Neuere Umbauten für den SHB Möbel (Projekt September 1988) und im Rahmen der 1996 (teilweise ungenehmigt) ausgeführten Sanierungs- und Umbauarbeiten für Manfred Taut aus Langgöns. Bekanntester Gewerbemieter im Haus war die Fleischerei Spangenberg. Schwach vortretende Risalite, ein über vier Etagen reichender mächtiger Kastenerker an der verbrochenen Ecke und reicher Stuckdekor gliedern den verputzten Baukörper. Der tiefe Griff in das historistische Formenvokabular zeigt beispielsweise einen Triglyphenfries über dem 1. Geschoss, das weit vorgezogene Traufgesims mit Festons zwischen den in Frauenköpfen endenden Konsolen, selten in Leipzig erhaltenen Sgraffito-Flächen mit stilisierten Blütenornamenten. Holzpaneel und Deckenstuck empfangen im Eingangsbereich, originale Wohnungseingangstüren im Holztreppenhaus hinter einer zweiflügligen Hauseingangstür. Im2. Februar 1996 Bauantrag u. a. für Aufzugsein- und Balkonanbau, Ausbau des Dachgeschosses und Veränderung der Wohnungsgrundrisse. 1887 kam statt eines für den Hausmann konzipierten Eckhäuschens im Hof ein Waschhausgebäude zur Ausführung, welches wohl 1996 abgebrochen wurde. Städtebaulich unverzichtbarer Kopfbau mit baugeschichtlicher und stadtteilentwicklungsgeschichtlicher Bedeutung. LfD/2012 | 09290711 |
|                                         | Mietshaus in geschlossener Bebauung                                                                                               | Rosa-Luxemburg-Straße 48a (Karte)      | 1909 (Mietshaus)                                                                   | Putzfassade mit Erker, Fußboden- und Wandfliesen im Eingangsbereich, Reformstil-Architektur, baugeschichtlich von Bedeutung | 09293493 |
|                                         | Mietshaus in geschlossener Bebauung                                                                                               | Rosa-Luxemburg-Straße 50 (Karte)       | 1890 (Mietshaus)                                                                   | mit Tordurchfahrt, Putzfassade mit drei Erkern, geätzte Treppenhausfenster, baugeschichtlich von Bedeutung | 09293494 |
|                                         | Mietshaus in halboffener Bebauung                                                                                                 | Rosa-Luxemburg-Straße 52 (Karte)       | 1903 (Mietshaus)                                                                   | Putzfassade, Stuck im Eingangsbereich, baugeschichtlich von Bedeutung | 09293495 |
|                                         | Mietshaus in halboffener Bebauung und in Ecklage                                                                                  | Rosa-Luxemburg-Straße 58 (Karte)       | um 1898 (Mietshaus)                                                                | vereinfachte Putzfassade, bleiverglaste Treppenhausfenster, Stuck im Eingangsbereich, baugeschichtlich von Bedeutung | 09292758 |
|                                         | Mietshaus in halboffener Bebauung                                                                                                 | Rosa-Luxemburg-Straße 62 (Karte)       | um 1900 (Mietshaus)                                                                | Klinkerfassade, teilweise bleiverglaste Treppenhausfenster, Windfangtür mit farbiger Bleiverglasung, baugeschichtlich von Bedeutung | 09293496 |
|                                         | Mietshaus in geschlossener Bebauung und in Ecklage                                                                                | Rosa-Luxemburg-Straße 64 (Karte)       | um 1900 (Mietshaus)                                                                | Klinkerfassade mit Erker, geätzte Treppenhausfenster, baugeschichtlich von Bedeutung | 09293497 |
|                                         | Mietshaus in geschlossener Bebauung                                                                                               | Schulze-Delitzsch-Straße 2 (Karte)     | 1884 (Mietshaus)                                                                   | Putzfassade, geätzte Treppenhausfenster, baugeschichtlich von Bedeutung | 09293241 |
|                                         | Mietshaus in ehemals geschlossener Bebauung                                                                                       | Schulze-Delitzsch-Straße 3 (Karte)     | 1895 (Mietshaus)                                                                   | mit Laden, Putzfassade mit Sandsteingliederung, baugeschichtlich von Bedeutung | 09293242 |
|                                         | Mietshaus in geschlossener Bebauung                                                                                               | Schulze-Delitzsch-Straße 5 (Karte)     | 1895 (Mietshaus)                                                                   | mit Tordurchfahrt, Putzfassade mit Sandsteingliederung, baugeschichtlich von Bedeutung | 09293243 |
|                                         | Mietshaus in geschlossener Bebauung                                                                                               | Schulze-Delitzsch-Straße 6 (Karte)     | 1881 (Mietshaus)                                                                   | mit Tordurchfahrt, Klinkerfassade mit Sandsteingliederung, baugeschichtlich von Bedeutung | 09293244 |
|                                         | Mietshaus in geschlossener Bebauung                                                                                               | Schulze-Delitzsch-Straße 8 (Karte)     | 1878 (Mietshaus)                                                                   | mit Tordurchfahrt, mit Laden, Putzfassade, baugeschichtlich von Bedeutung | 09293245 |
|                                         | Mietshaus in geschlossener Bebauung                                                                                               | Schulze-Delitzsch-Straße 10 (Karte)    | 1878 (Mietshaus)                                                                   | mit Hausdurchgang, Putzfassade mit Sandsteingliederung, baugeschichtlich von Bedeutung | 09293246 |
|                                         | Mietshaus in geschlossener Bebauung                                                                                               | Schulze-Delitzsch-Straße 11 (Karte)    | 1870er Jahre (Mietshaus)                                                           | mit Laden, Putzfassade mit Sandsteingliederung, baugeschichtlich von Bedeutung | 09293247 |
|                                         | Mietshaus in geschlossener Bebauung                                                                                               | Schulze-Delitzsch-Straße 15 (Karte)    | um 1880 (Mietshaus)                                                                | Putzfassade, Stuck im Eingangsbereich, baugeschichtlich von Bedeutung | 09294946 |
|                                         | Mietshaus in geschlossener Bebauung                                                                                               | Schulze-Delitzsch-Straße 16 (Karte)    | 1878 (Mietshaus)                                                                   | mit Tordurchfahrt und mit Laden, Putzfassade, originale Ladenfront Ende 19. Jahrhunderts, baugeschichtlich bedeutsam | 09293248 |
|                                         | Mietshaus in geschlossener Bebauung                                                                                               | Schulze-Delitzsch-Straße 17 (Karte)    | um 1885 (Mietshaus)                                                                | mit Tordurchfahrt, Putzfassade, schöne Holzverkleidung in der Tordurchfahrt, baugeschichtlich von Bedeutung | 09294945 |
|                                         | Mietshaus in halboffener Bebauung                                                                                                 | Schulze-Delitzsch-Straße 22 (Karte)    | 1882 (Mietshaus)                                                                   | mit Tordurchfahrt, ehemals mit Laden, Putzfassade, baugeschichtlich von Bedeutung | 09293250 |
|                                         | Zwei Schulgebäude und Vorgarten                                                                                                   | Schulze-Delitzsch-Straße 23 (Karte)    | 1878 (Schule)                                                                      | historisierende Putzfassaden, ortshistorisch und baugeschichtlich von Bedeutung | 09293251 |
|                                         | Mietshaus in geschlossener Bebauung                                                                                               | Schulze-Delitzsch-Straße 25 (Karte)    | 1881 (Mietshaus)                                                                   | mit Tordurchfahrt, Putzfassade, Holzpaneele in der Tordurchfahrt, baugeschichtlich von Bedeutung | 09293252 |
|                                         | Mietshaus in geschlossener Bebauung                                                                                               | Schulze-Delitzsch-Straße 26 (Karte)    | um 1880 (Mietshaus)                                                                | mit Tordurchfahrt und mit Laden, Putzfassade, Treppenhaus mit Wand- und Deckenmalerei, Ausmalung in der Tordurchfahrt, baugeschichtlich von Bedeutung | 09264203 |
|                                         | Mietshaus in geschlossener Bebauung                                                                                               | Schulze-Delitzsch-Straße 28 (Karte)    | 1885 (Mietshaus)                                                                   | mit Tordurchfahrt und mit Laden, Putzfassade, Schablonenmalerei 1930er Jahre im Treppenhaus, baugeschichtlich von Bedeutung | 09293253 |
|                                         | Mietshaus in ehemals geschlossener Bebauung                                                                                       | Schulze-Delitzsch-Straße 29 (Karte)    | 1900 (Mietshaus)                                                                   | mit Tordurchfahrt, Klinkerfassade, Windfangtür, baugeschichtlich von Bedeutung | 09293254 |
|                                         | Mietshaus in halboffener Bebauung                                                                                                 | Schulze-Delitzsch-Straße 30 (Karte)    | 1892 (Mietshaus)                                                                   | mit Hausdurchgang, Putzfassade, geätzte Treppenhausfenster, baugeschichtlich von Bedeutung | 09293255 |
|                                         | Mietshaus in halboffener Bebauung                                                                                                 | Schulze-Delitzsch-Straße 37 (Karte)    | 1905 (Mietshaus)                                                                   | mit Tordurchfahrt, ehemals mit Laden, Klinkerfassade, bleiverglaste Treppenhausfenster, baugeschichtlich von Bedeutung | 09293256 |
|                                         | Mietshaus in geschlossener Bebauung                                                                                               | Schulze-Delitzsch-Straße 39 (Karte)    | 1905 (Mietshaus)                                                                   | mit Tordurchfahrt, Klinkerfassade, Wandmalerei »Holzfäller« im Erdgeschoss, bleiverglaste Treppenhausfenster, baugeschichtlich von Bedeutung | 09293257 |
|                                         | Druckereigebäude (mit drei Hausnummern)                                                                                           | Senefelderstraße 13; 15; 17 (Karte)    | 1908 (Druckereianlagenteil)                                                        | eleganter Stahlbetonskelettbau der Druckerei Julius Mäser, ab 1939 Firma Brandstetter, Betonfassade, mit Toreinfahrt, ortshistorisch und baugeschichtlich von Bedeutung | 09229347 |
|                                         | Mietshaus in halboffener Bebauung                                                                                                 | Weidmannstraße 2 (Karte)               | um 1890 (Mietshaus)                                                                | ehemals mit Laden, Klinkerfassade, baugeschichtlich von Bedeutung | 09290807 |
|                                         | Mietshaus in geschlossener Bebauung                                                                                               | Weidmannstraße 4 (Karte)               | um 1902 (Mietshaus)                                                                | mit Tordurchfahrt, Klinkerfassade, baugeschichtlich und ortsentwicklungsgeschichtlich von Bedeutung | 09294957 |
|                                         | Wohn- und Geschäftshaus in halboffener Bebauung und in Ecklage                                                                    | Wurzner Straße 1 (Karte)               | 1901–1904 (Wohn- und Geschäftshaus)                                                | mit Eckladen, Putzfassade mit Erkern, Erdgeschoss in Kunststein, bleiverglaste Treppenhausfenster, Stuckreliefs im Eingangsbereich, baugeschichtlich von Bedeutung | 09293821 |
|                                         | Mietshaus in geschlossener Bebauung                                                                                               | Wurzner Straße 5 (Karte)               | um 1890 (Mietshaus)                                                                | mit Tordurchfahrt, mit Laden, Putzfassade, baugeschichtlich von Bedeutung | 09294837 |
|                                         | Mietshaus in geschlossener Bebauung                                                                                               | Wurzner Straße 7 (Karte)               | um 1890 (Mietshaus)                                                                | mit Tordurchfahrt, mit Laden, Putzfassade, sehr schönes Tor, baugeschichtlich von Bedeutung | 09294884 |
|                                         | Mietshaus in geschlossener Bebauung                                                                                               | Wurzner Straße 9 (Karte)               | um 1890 (Mietshaus)                                                                | mit Tordurchfahrt und mit Laden, Putzfassade, baugeschichtlich von Bedeutung | 09294838 |
|                                         | Mietshaus in geschlossener Bebauung und in Ecklage                                                                                | Wurzner Straße 11 (Karte)              | um 1890 (Mietshaus)                                                                | mit Eckladen und Läden, Putzfassade, baugeschichtlich von Bedeutung | 09294885 |
|                                         | Mietshaus in geschlossener Bebauung in Ecklage                                                                                    | Wurzner Straße 13 (Karte)              | um 1890 (Mietshaus)                                                                | mit Tordurchfahrt und Eckladen, Putzfassade, eine Ladenfront original, baugeschichtlich von Bedeutung | 09293822 |
|                                         | Mietshaus in geschlossener Bebauung                                                                                               | Wurzner Straße 15a (Karte)             | um 1905 (Mietshaus)                                                                | mit Tordurchfahrt, mit Laden, Klinkerfassade, Fußbodenfliesen im Eingangsbereich, baugeschichtlich von Bedeutung | 09294965 |
|                                         | Mietshaus in geschlossener Bebauung                                                                                               | Wurzner Straße 15b (Karte)             | um 1905 (Mietshaus)                                                                | mit Tordurchfahrt und mit Läden, Klinkerfassade, Tordurchfahrt mit Klinkerverkleidung gelb und grünglasiert, baugeschichtlich von Bedeutung | 09294966 |
|                                         | Mietshaus in geschlossener Bebauung                                                                                               | Wurzner Straße 17 (Karte)              | um 1890 (Mietshaus)                                                                | mit Eckladen und Läden, Putzfassade mit Eckerker, reicher Stuck im Eingangsbereich, baugeschichtlich von Bedeutung | 09294839 |